# Omicidio di Brian Thompson
Brian Robert Thompson (10 luglio 1974 - 4 dicembre 2024), amministratore delegato della società statunitense di assicurazioni sanitarie UnitedHealth Group, è stato ucciso con un colpo di pistola a Midtown Manhattan, New York, il 4 dicembre 2024. La sparatoria è avvenuta di prima mattina davanti a un ingresso dell'hotel New York Hilton Midtown. Il sospetto, inizialmente descritto come un uomo bianco con una maschera, è fuggito dalla scena. Le parole "Delay" (ritardare), "Deny" (negare) e "Depose" (deporre) erano incise sui bossoli utilizzati durante la sparatoria. Prima della sua morte, Thompson è stato criticato per il rifiuto da parte dell'assicurazione di accogliere le richieste di risarcimento e la sua famiglia ha riferito di aver ricevuto minacce di morte.
Il 9 dicembre 2024, le autorità arrestarono il 26enne italoamericano Luigi Mangione ad Altoona, in Pennsylvania, e lo accusarono in un tribunale di Manhattan dell'omicidio di Thompson. Le autorità affermano che quando Mangione è stato arrestato, aveva con sé una pistola stampata in 3D e un soppressore stampato in 3D, simili a quelli usati nell'attacco, una breve lettera scritta a mano che criticava il sistema sanitario statunitense, un passaporto statunitense e diversi documenti d'identità contraffatti, tra cui uno con lo stesso nome usato per entrare in un ostello nell'Upper West Side di Manhattan. Le autorità hanno anche detto che le sue impronte digitali corrispondono a quelle parzialmente macchiate che gli investigatori hanno trovato vicino alla scena della sparatoria di New York.
Mangione è stato citato in giudizio ad Altoona il 9 dicembre 2024. Dopo aver rinunciato all'estradizione in Pennsylvania, il 19 dicembre è comparso davanti a un tribunale federale di New York. Il 23 dicembre è stato citato in giudizio presso la Corte Suprema di New York e si è dichiarato non colpevole delle accuse mosse dallo Stato di New York. Mangione è stato incriminato per undici accuse statali e deve affrontare quattro accuse federali; le accuse includono l'omicidio di primo grado, omicidio a scopo di terrorismo, possesso criminale di un'arma e stalking. Potrebbe rischiare la pena di morte se condannato per le accuse federali.
La morte di Thompson ha ricevuto un'ampia attenzione negli Stati Uniti e ha provocato reazioni polarizzate. Diversi funzionari pubblici hanno espresso sgomento e offerto le proprie condoglianze alla famiglia di Thompson, mentre molti hanno utilizzato l'evento per richiamare l'attenzione sulle pratiche dell'industria statunitense delle assicurazioni sanitarie. I sondaggi d'opinione hanno mostrato che la maggioranza o la pluralità degli intervistati statunitensi adulti considera l'omicidio inaccettabile, mentre gli intervistati più giovani e più orientati a sinistra hanno maggiori probabilità di considerare l'omicidio accettabile o di simpatizzare con l'assassino. Sui social media, le reazioni all'omicidio hanno incluso un diffuso disprezzo e scherno nei confronti di Thompson e del Gruppo UnitedHealth, simpatia ed elogio per Mangione e critiche più ampie al sistema sanitario statunitense e all'industria delle assicurazioni sanitarie per quanto riguarda le pratiche di rifiuto delle richieste di risarcimento. Le richieste di servizi di protezione e sicurezza per amministratori delegati e dirigenti aziendali sono aumentate dopo l'omicidio.

## Contesto

### Thompson e UnitedHealthcare
Brian Thompson è stato amministratore delegato (CEO) di UnitedHealthcare, il ramo assicurativo di UnitedHealth Group, dall'aprile 2021 fino alla sua morte. Lavorava per UnitedHealthCare dal 2004. UnitedHealthcare assicura 49 milioni di americani e ha generato un fatturato di 281 miliardi di dollari per l'anno fiscale 2023. Sotto la sua guida, i profitti dell'UHC sono aumentati da 12 miliardi di dollari nel 2021 a 16 miliardi nel 2023. Al momento della morte di Thompson, la società era la più grande assicurazione sanitaria degli Stati Uniti.
UnitedHealthcare è stata ripetutamente criticata per il suo approccio alla gestione dei sinistri. L'azienda e altri assicuratori sono stati citati in un rapporto dell'ottobre 2024 della Sottocommissione permanente per le indagini sulla sicurezza interna del Senato degli Stati Uniti, che mostra un aumento dei rifiuti di autorizzazione preventiva per i pazienti Medicare Advantage. I rapporti sull'aumento dei tassi di negazione delle autorizzazioni preventive hanno dato luogo a indagini da parte di ProPublica e del Senato degli Stati Uniti, indagini che Fortune ha descritto come una "macchia" sul periodo di leadership di Thompson. Secondo la vedova di Thompson, egli aveva ricevuto minacce legate alla "mancanza di copertura [assicurativa]".

### I preparativi del sospetto assalitore
Il sospetto è arrivato a New York il 24 novembre 2024 su un autobus Greyhound. Il percorso dell'autobus iniziava ad Atlanta, in Georgia, ma le autorità non sanno da quale città o paese sia salito. Il 24 novembre 2024 si è registrato all'HI New York City Hostel nell'Upper West Side di Manhattan con una carta d'identità falsificata del New Jersey; ha pagato il soggiorno in contanti. Ha trascorso nell'ostello tutte le notti dei 10 giorni di permanenza a New York, tranne una, e ha lasciato l'ostello il 3 dicembre 2024.

## Omicidio
Thompson si trovava a New York City per l'incontro annuale con gli investitori del Gruppo UnitedHealth, dopo essere arrivato in città il 2 dicembre 2024. Il 4 dicembre, intorno alle 6:45 EST (UTC-5), Thompson stava camminando lungo la 54a Strada Ovest verso l'hotel Hilton Midtown di New York che ospitava la riunione. L'aggressore ha aspettato di fronte all'hotel per diversi minuti, poi ha attraversato la strada quando ha visto Thompson. Trovandosi a circa 6 metri di distanza da Thompson quando è arrivato all'ingresso, l'aggressore gli ha sparato tre volte con una pistola 9 mm, colpendolo alla schiena e al polpaccio destro. Sulla scena sono stati trovati tre bossoli di proiettile e tre proiettili espulsi.
Nelle registrazioni delle telecamere a circuito chiuso (CCTV) dell'omicidio, l'assassino aziona manualmente l'arma dopo ogni colpo, inducendo gli osservatori a credere che la sua arma fosse una pistola semiautomatica malfunzionante. Le autorità ritengono che si tratti dell'arma trovata nella borsa del sospettato dopo il suo arresto, in parte stampata in 3D, Glock 19 e soppressore stampato in 3D. La pistola è costituita da un lower receiver stampato in 3D, da un carrello in metallo, da componenti interni della Glock 19 non serializzati provenienti da un kit di ricambi, compresa una canna filettata, e utilizza un caricatore Glock standard. Il design del pezzo stampato in 3D era un'iterazione di "FMDA 19.2", un progetto rilasciato nel 2021 dal gruppo libertario Deterrence Dispensed.
L'assassino è fuggito dalla scena su una e-bike fino a Central Park; lì, vicino al Carousel, si è liberato di uno zaino contenente soldi del Monopoly e di una giacca prima di uscire dalla parte ovest del parco all'altezza della 77esima strada. Secondo la polizia, ha poi lasciato la città dalla stazione degli autobus del Ponte George Washington, più a monte, nell'Upper Manhattan. Thompson è stato portato all'ospedale Mount Sinai West, dove è stato dichiarato morto alle 7:12 del mattino. Secondo un successivo rapporto autoptico, Thompson è morto per una ferita d'arma da fuoco alla parte posteriore del busto.

## Indagine

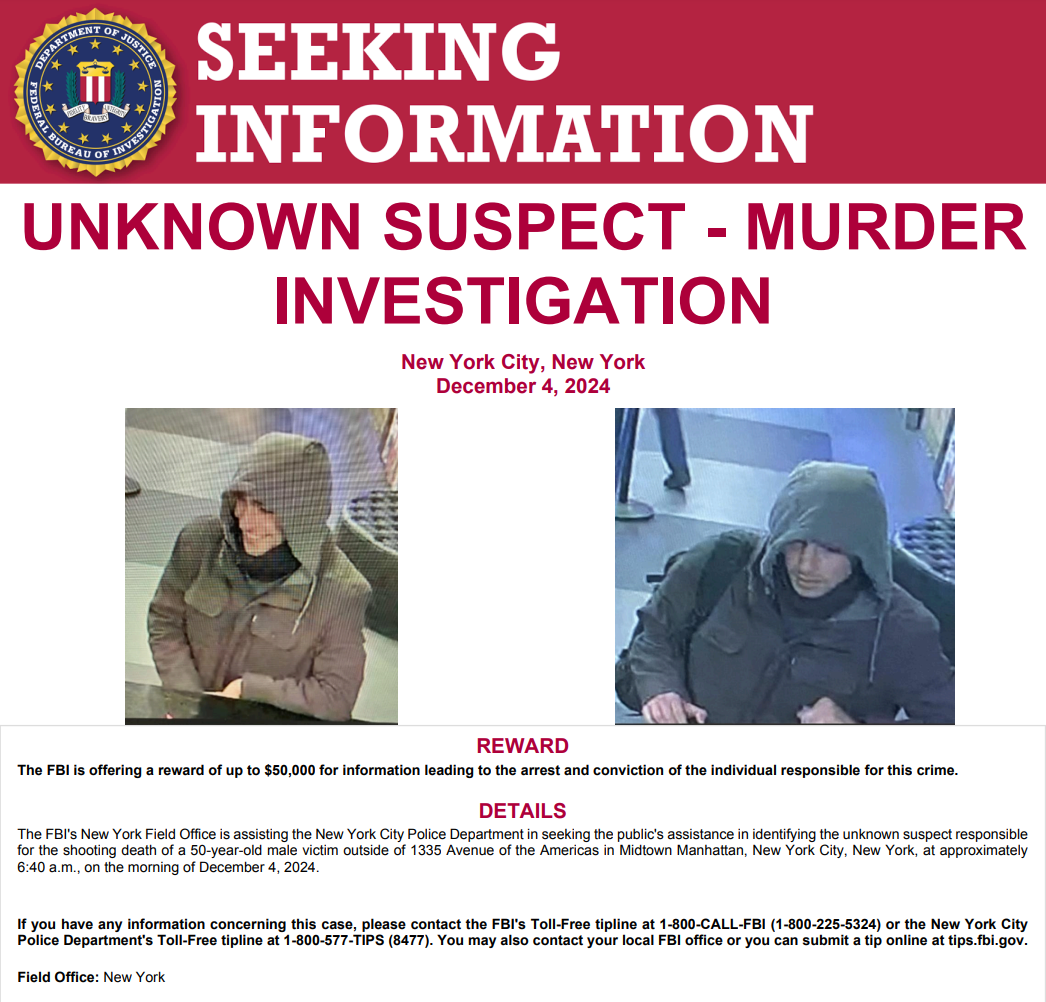
Un manifesto dell'FBI per la ricerca di informazioni

Sulla scena sono stati trovati tre bossoli sparati e tre cartucce non sparate. Sulle custodie sono state scritte le parole "Ritardare", "Negare" e "Deporre". "Deporre" era inciso su un bossolo di un colpo sparato a Thompson, mentre "Ritardare" era segnato su una cartuccia non sparata ed espulsa mentre il tiratore sembrava eliminare un inceppamento. Le tre parole sono simili all'espressione "delay, deny, defend" (ritardare, negare, difendere), una frase ben nota nel settore assicurativo che allude agli sforzi delle compagnie di assicurazione per non pagare i sinistri. Di conseguenza, la polizia ha dichiarato che sta indagando se le parole suggeriscono il movente dell'assassino.
Una bottiglia d'acqua, la carta di una caramella e un telefono sono stati recuperati dalla scena e si ritiene che siano collegati al tiratore. La polizia ha dichiarato di ritenere di aver trovato lo zaino del tiratore a Central Park il 6 dicembre 2024. Lo zaino conteneva una giacca Tommy Hilfiger e soldi del Monopoly.
Il Dipartimento di Polizia di New York ha offerto una ricompensa fino a 10.000 dollari per informazioni sull'assassino il 4 dicembre 2024. Il giorno successivo, le autorità hanno diffuso le immagini di un sospetto riprese dalle telecamere di sorveglianza dell'ostello e di un caffè Starbucks. Due fotogrammi mostrano il volto del sospetto, tra cui uno in cui sorride ampiamente a un'addetta alla reception dell'ostello. Le fonti hanno riferito alla CBS che l'addetto alla reception ha chiesto di "vedere il suo bel sorriso". L'FBI si è unita all'indagine e ha offerto separatamente una ricompensa fino a 50.000 dollari per informazioni che portino a un arresto e a una condanna.
L'uomo che ha sparato è stato descritto dalla polizia come un uomo bianco, alto circa, che indossava una giacca con cappuccio marrone chiaro o color crema, pantaloni scuri e scarpe da ginnastica nere con suola bianca. Aveva uno zaino grigio e nascondeva il volto con una maschera nera. La polizia ha detto che il sospetto sembrava essere abile nell'uso delle armi da fuoco ed è stato descritto come "estremamente esperto di macchine fotografiche".

## Sospetto

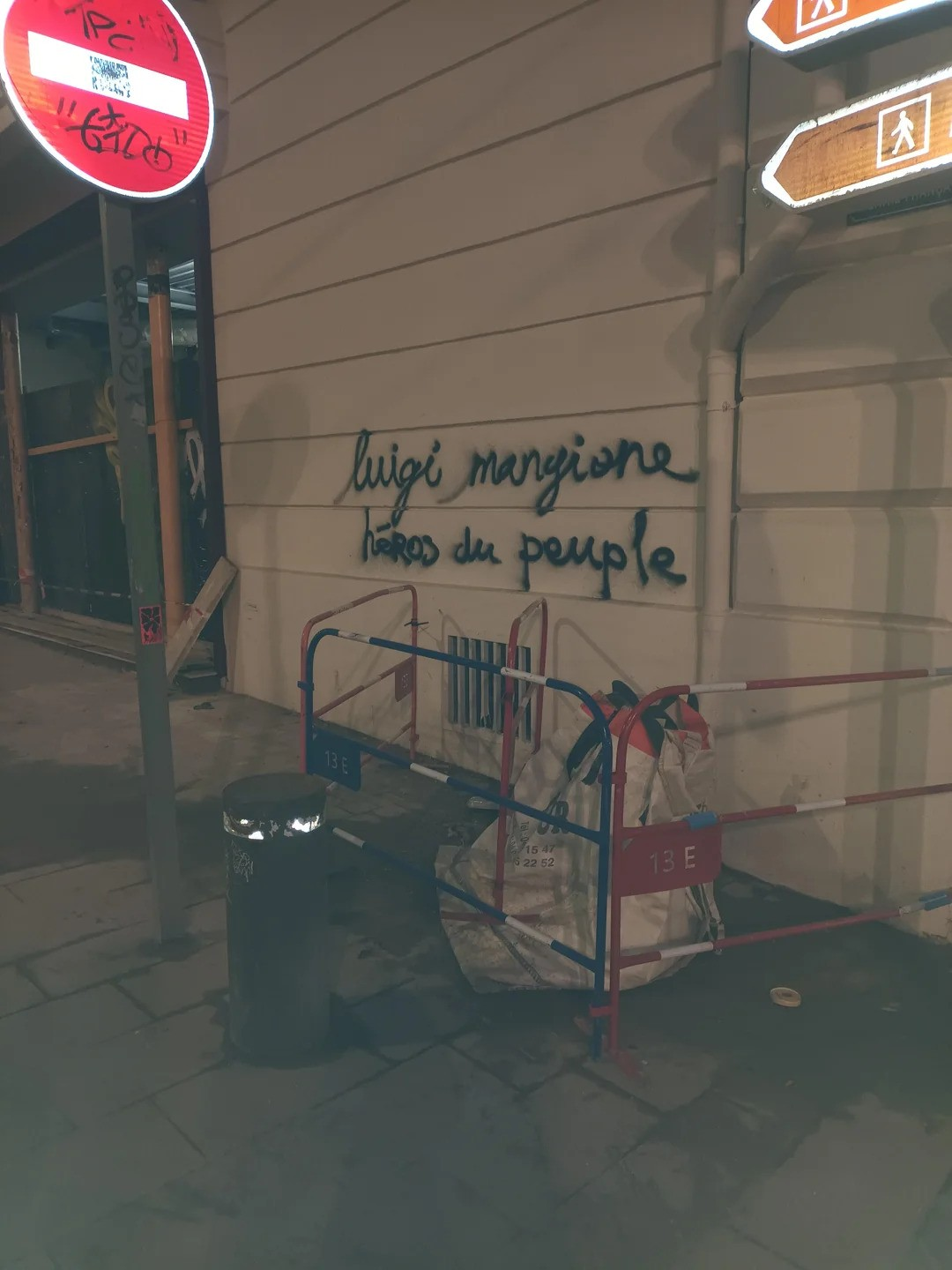
Graffiti "Luigi Mangione eroe del popolo" a Marsiglia, Francia

Luigi Mangione è nato a Towson, Maryland il 6 maggio 1998, e appartiene a una famiglia del Maryland di origine italiana.  La famiglia allargata Mangione possiede Hayfields Country Club, Turf Valley Resort, Lorien Health Services, la stazione radio WCBM e la Mangione Family Foundation. Si è laureato all'Università della Pennsylvania, prima in ingegneria informatica e poi in informatica. I suoi studi universitari includevano una specializzazione in matematica e il suo curriculum di laurea si concentrava sull'intelligenza artificiale. Mentre era studente universitario, è stato stagista di programmazione dell'interfaccia utente presso Firaxis Games. Prima dell'arresto, Mangione non aveva precedenti penali. La sua ultima residenza nota era a Honolulu, nelle Hawaii. Nel novembre 2024, Mangione fu denunciato dalla madre, che disse che la famiglia non aveva più avuto sue notizie dal luglio di quell'anno.

### Arresto e accuse
La polizia locale di Altoona, in Pennsylvania, ha arrestato Mangione il 9 dicembre 2024 in un ristorante McDonald's della città. Un dipendente ha chiamato la polizia dicendo che un cliente aveva riconosciuto il sospetto dalle immagini diffuse dalla polizia di New York. Altoona si trova a circa 450 km a ovest di New York City. Nella sua borsa sono stati trovati una pistola stampata in 3D e un soppressore stampato in 3D, che secondo la polizia sono compatibili con l'arma usata nella sparatoria, e una patente di guida falsificata del New Jersey con lo stesso nome di quella usata dal presunto tiratore per registrarsi nell'ostello di Manhattan.  La polizia ha anche detto che quando ha arrestato Mangione, ha trovato un documento di tre pagine, un documento scritto a mano di 262 parole sul sistema sanitario americano, definito come un manifesto.
Mangione è stato accusato nella Contea di Blair, in Pennsylvania, di porto d'armi senza licenza, contraffazione, falsa identificazione alle autorità e possesso di "strumenti di reato" il 9 dicembre 2024. È stato chiamato in giudizio intorno alle 18:00 presso il tribunale della contea di Blair e gli è stata negata la libertà su cauzione. Alla fine della giornata è stato accusato a Manhattan di omicidio di secondo grado, tre accuse di possesso illegale di armi e contraffazione. Era detenuto nello State Correctional Institution at Huntingdon, un penitenziario statale di stretta sicurezza nella contea di Huntingdon, in Pennsylvania. Tramite il suo avvocato della Pennsylvania, Mangione ha manifestato l'intenzione di opporsi a un'eventuale estradizione interstatale a New York.
Il 13 dicembre, Mangione ha assunto Karen Friedman Agnifilo, ex procuratore presso l'ufficio del procuratore distrettuale di Manhattan ed ex analista legale della CNN, come avvocato difensore per il caso di New York. Il 17 dicembre, i procuratori di New York l'hanno accusato di omicidio di primo grado come omicidio commesso per favorire il terrorismo. Questo capo d'accusa ha modificato l'accusa di omicidio di cui era già accusato, in quanto l'accusa di omicidio come atto di terrorismo ha un peso maggiore rispetto a una semplice accusa di omicidio. Ciò è dovuto al fatto che, secondo la legge di New York, questo tipo di accusa può essere rivolta a un individuo solo se "intendeva intimidire o costringere una popolazione civile, influenzare le politiche di un'unità di governo con l'intimidazione o la coercizione e influenzare la condotta di un'unità di governo con l'omicidio, l'assassinio o il rapimento".
Il 19 dicembre Mangione è stato estradato a New York e trasferito al Metropolitan Detention Center di Brooklyn dopo la sua prima apparizione presso il tribunale federale di Manhattan. Oltre agli undici capi d'accusa statali, Mangione deve affrontare quattro nuovi capi d'accusa federali, tra cui due capi d'accusa di stalking, un nuovo reato legato alle armi da fuoco e l'omicidio attraverso l'uso di un'arma da fuoco modificata. Mangione può ora essere condannato alla pena di morte.
Il 23 dicembre Mangione si è dichiarato non colpevole di tutte le accuse mosse dallo Stato di New York. Agnifilo ha dichiarato che Mangione potrebbe non ricevere un processo equo a causa della pubblicità delle presentazioni delle forze dell'ordine nei suoi confronti, incolpando il sindaco di New York Eric Adams per le "inutili" passeggiate di alto profilo. Ha aggiunto: "Il sindaco dovrebbe conoscere meglio di chiunque altro la presunzione di innocenza", e ha suggerito che Adams stesse cercando di distrarre dal proprio caso.

### Lettera scritta a mano
Al momento dell'arresto di Mangione, la polizia ha dichiarato di aver trovato in suo possesso un documento scritto a mano di 262 parole, che molti media hanno definito un "manifesto". Secondo il commissario della polizia di New York Jessica Tisch, il documento scritto a mano parlava della "motivazione e della mentalità" di Mangione. Il giornalista Ken Klippenstein ha pubblicato una trascrizione del documento che, secondo la polizia, è stato trovato addosso a Mangione. La polizia ha confermato che la trascrizione era legittima. Il documento recita come segue:
Per i federali, sarò breve, perché rispetto ciò che fate per il nostro Paese. Per risparmiarvi una lunga indagine, vi dico chiaramente che non stavo lavorando con nessuno. Si è trattato di un'operazione piuttosto banale: un po' di ingegneria sociale elementare, CAD di base, molta pazienza. Il taccuino a spirale, se presente, contiene alcuni appunti e liste di cose da fare che ne illustrano il succo. La mia tecnologia è piuttosto bloccata perché lavoro in ingegneria, quindi probabilmente non ci sono molte informazioni. Mi scuso per eventuali traumi, ma era necessario farlo. Francamente, questi parassiti se la sono cercata. Un promemoria: gli Stati Uniti hanno il primo sistema sanitario più costoso al mondo, eppure siamo al 42° posto per aspettativa di vita. La United è la [indecifrabile] più grande azienda degli Stati Uniti per capitalizzazione di mercato, dietro solo a Apple, Google e Walmart. È cresciuta e cresciuta, ma come (sic) la nostra aspettativa di vita? No, la realtà è che queste [indecifrabili] sono semplicemente diventate troppo potenti e continuano ad abusare del nostro Paese per ottenere immensi profitti perché il pubblico americano ha permesso loro di farla franca. Ovviamente il problema è più complesso, ma non ho spazio e francamente non pretendo di essere la persona più qualificata per esporre l'argomento completo. Ma molti hanno illuminato la corruzione e l'avidità (ad esempio Rosenthal, Moore), decenni fa, e i problemi rimangono. A questo punto non si tratta di un problema di consapevolezza, ma di chiari giochi di potere. Evidentemente sono il primo ad affrontarlo con una tale brutale onestà.
La denuncia presentata dal Procuratore degli Stati Uniti del Distretto meridionale di New York chiama la lettera "The Feds Letter" perché è indirizzata "To the Feds". La denuncia è stata resa pubblica il 19 dicembre 2024.

### Possibili motivazioni
A metà dicembre 2024, la teoria degli investigatori sul movente di Mangione è la cattiva volontà nei confronti del settore delle assicurazioni sanitarie. La polizia ritiene che il movente sia parzialmente legato a una ferita che Mangione aveva subito e che lo aveva portato a recarsi al pronto soccorso nel luglio 2023. Le foto pubblicate online da Mangione mostravano delle viti nella schiena, anche se l'identità della persona ritratta non è stata verificata. Mangione ha scritto online di essere affetto da spondilolistesi, una patologia della schiena. Le fonti hanno dichiarato alla CBS di ritenere che Mangione nutra risentimento nei confronti di UnitedHealthcare e di altre compagnie di assicurazione sanitaria. Secondo UnitedHealthcare, non era uno dei loro clienti. Il capo della polizia di New York Joseph Kenny ritiene che Mangione possa averli presi di mira a causa delle dimensioni dell'azienda.
Un rapporto sull'omicidio redatto dall'Ufficio Intelligence e Antiterrorismo del Dipartimento di Polizia di New York è stato ottenuto dal giornalista indipendente Dan Boguslaw e pubblicato integralmente da Klippenstein il 26 dicembre. Il rapporto dell'intelligence si è concentrato sul movente di Mangione e sulle persone che esprimono simpatia per lui, che il Bureau ha etichettato come "estremisti". Il rapporto ha valutato che Mangione è stato motivato da "ciò che percepisce come una compagnia di assicurazione sanitaria 'parassitaria' e l'industria nel suo complesso, così come da obiezioni più ampie all'avidità aziendale e da una preoccupazione per la società moderna".

## Reazioni

### Pubblico e online

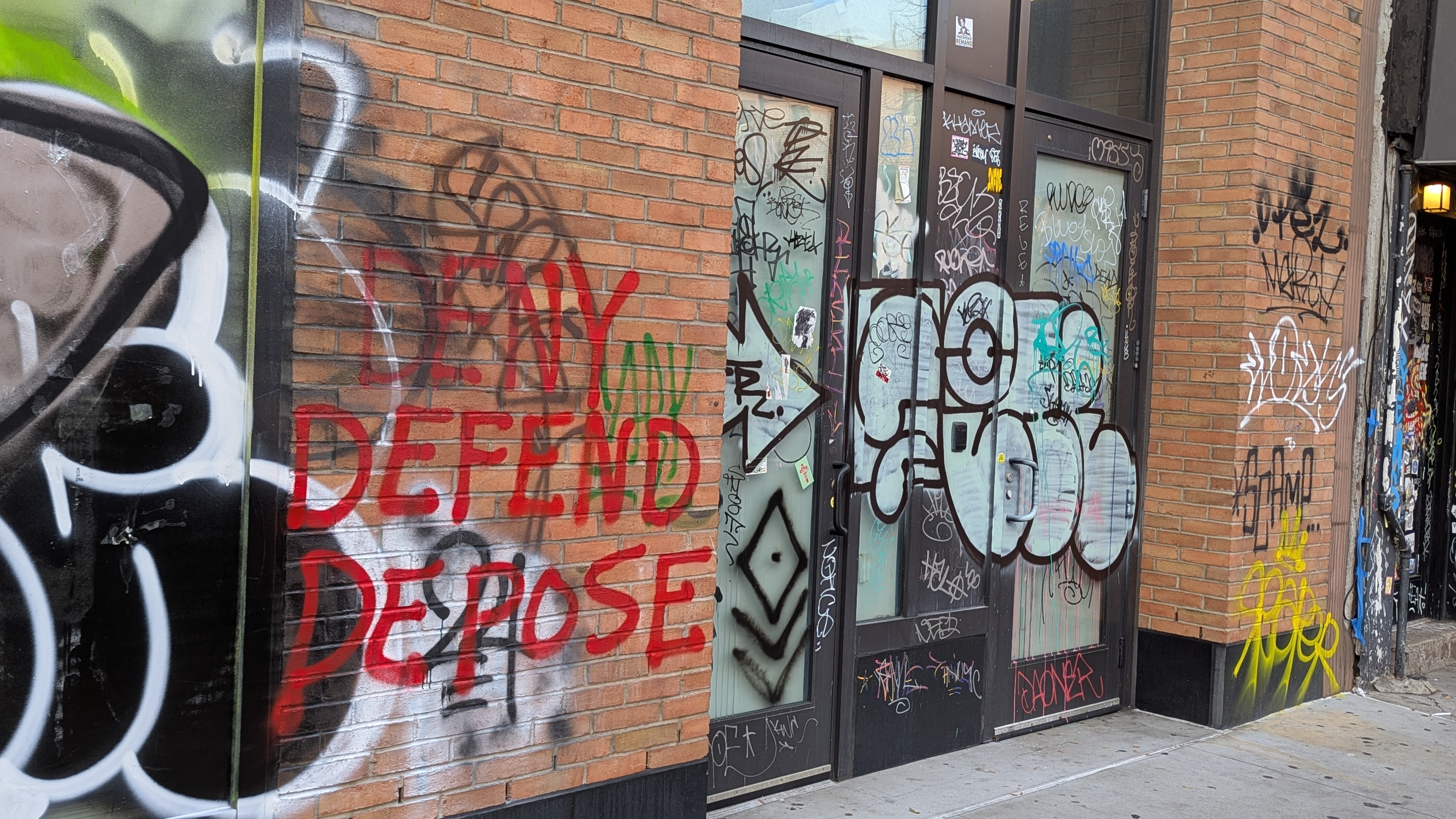
Graffiti "Deny Defend Depose" a New York City

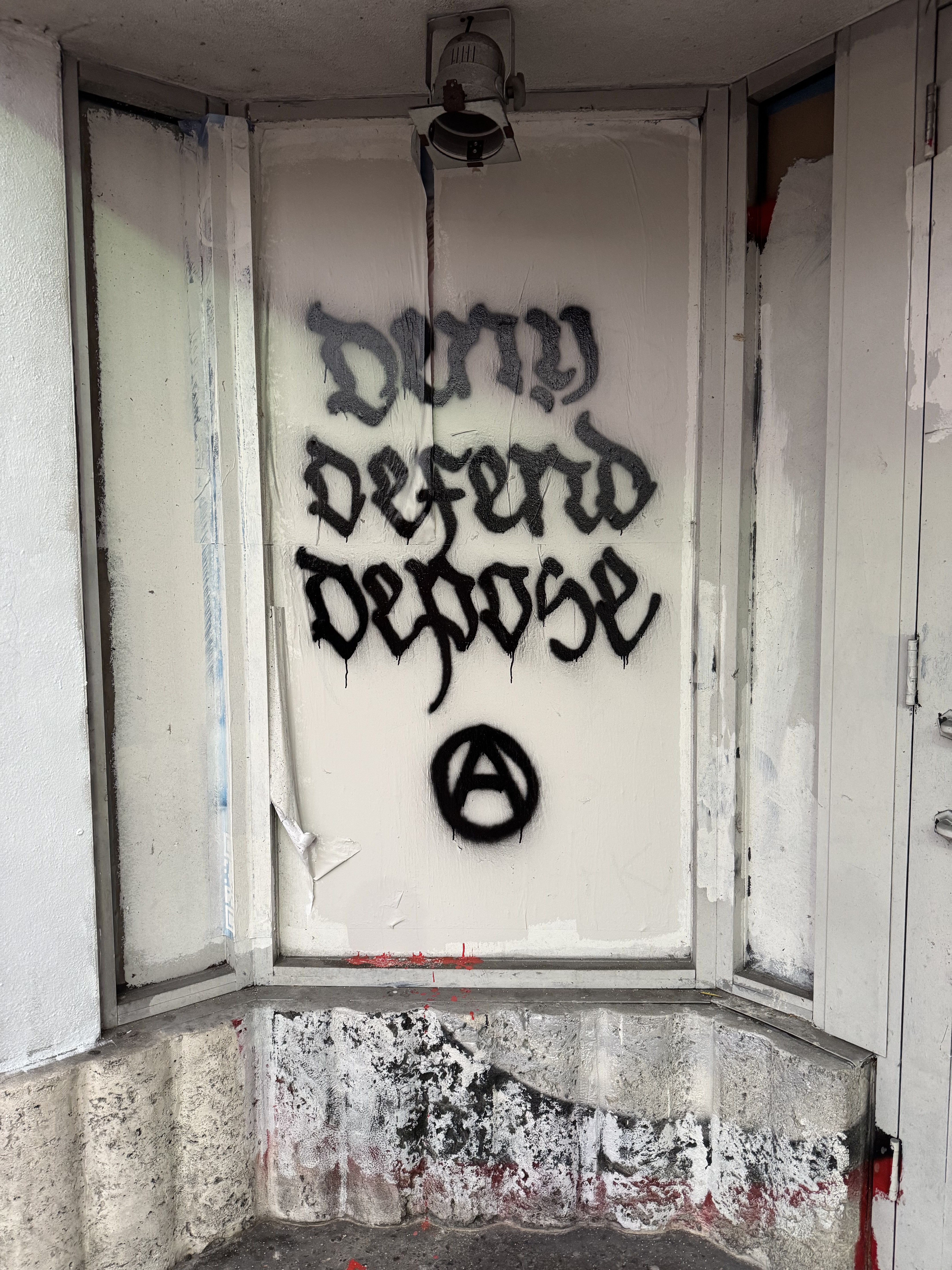
"Deny Defend Depose" e graffiti anarchici a Miami Beach

Poco dopo l'evento, due case di proprietà della famiglia Thompson sono state prese di mira. Le azioni di UnitedHealth sono scese la settimana della sparatoria e hanno subito un ulteriore calo del 5,6% l'11 dicembre 2024. Al 17 dicembre 2024, UnitedHealth Group ha perso più di 110 miliardi di dollari di valore di mercato dopo l'uccisione, mentre altri gruppi simili hanno subito perdite. Steve Kopack, scrivendo per NBC News, ha osservato che "i ribassi riflettono in gran parte le reazioni degli investitori all'indignazione dell'opinione pubblica nei confronti del sistema sanitario dopo l'omicidio".
Molti utenti dei social media hanno espresso il loro disprezzo per Thompson, per UnitedHealthcare e per il sistema di assicurazione sanitaria nazionale, esprimendo al tempo stesso simpatia ed elogiando l'aggressore per le sue azioni. Gli utenti dei social media hanno condiviso online le storie di rifiuto delle richieste di rimborso dell'assicurazione sanitaria, e ha scherzato sull'uccisione con meme e umorismo da forca. La NBC News ha riferito che "il tema principale che anima molti dei post sull'uccisione di Thompson è che UnitedHealthcare e altre compagnie assicurative danneggiano e uccidono gli americani negando la copertura in nome del profitto". Un medico ha dichiarato al Daily Beast di ritenere che il colpevole debba essere assicurato alla giustizia, ma ha anche affermato che il ruolo di Thompson come amministratore delegato ha portato a una grande quantità di sofferenze e perdite di vite umane, che ha descritto come "dell'ordine di milioni", aggiungendo che "[è] difficile per me simpatizzare quando così tante persone hanno sofferto a causa della sua azienda". La giornalista culturale di Internet Taylor Lorenz ha analizzato le reazioni sui social media e ha scritto sul suo blog: "No, questo non significa che le persone dovrebbero ucciderli. Ma se avete visto una persona cara soffrire e morire a causa del rifiuto dell'assicurazione, è normale augurarsi che i responsabili subiscano la stessa sorte".
Il tiratore è stato definito un eroe popolare e celebrato come un vigilante da una parte del pubblico. È stato paragonato a Robin Hood e la Dillinger Gang. Sono state organizzate gare di somiglianza nel Washington Square Park di New York e nell'Università della Florida, e a Manhattan sono apparsi i manifesti con su scritto "Wanted" per degli amministratori delegati. Il caso è stato paragonato a Joker e a V per Vendetta, alludendo a "cittadini comuni che combattono contro sistemi enormi". The Nation ha affermato che il caso rientra nella tradizione anarchica della propaganda dell'atto, Il New Hampshire Gazette ha dichiarato che questo tipo di atti sono "destinati a mostrare al grande pubblico che, sebbene i sistemi politici ed economici prevalenti possano essere stati potenti e onnipresenti, essi non sono onnipotenti". In seguito al suo arresto, il McDonald's dove Mangione è stato arrestato è stato sommerso di recensioni negative. Ci sono state proteste a sostegno di Mangione fuori dai tribunali in cui è comparso. In una protesta vicino al tribunale di Manhattan, donne mascherate hanno cantato "L'albero dell'impiccagione", una canzone resa popolare da Hunger Games. Street art, graffiti e cartelli a sostegno di Mangione sono apparsi su edifici, strade, autostrade e altri luoghi. Un cartellone con la scritta "Free Luigi" è stato visto nella contea di Riverside, in California.
Dopo la morte di Thompson, la società madre di UnitedHealthcare, UnitedHealth Group, ha pubblicato su Facebook una dichiarazione in cui si descrive il decesso e le condoglianze ufficiali. Sebbene la sezione commenti del post sia stata disattivata, oltre 100.000 utenti di Facebook hanno risposto al post con un "Haha" (o una "risata"). Gli articoli e il merchandising a sostegno di Mangione sono stati pubblicati su Etsy, Amazon e altri siti di e-commerce prima di essere rimossi. Secondo il Network Contagion Research Institute, dall'arresto di Mangione, le varianti di "#FreeLuigi" sono state condivise più di 50.000 volte su X. Hanno anche scoperto che "da alcune misure", l'impegno con i post sull'uccisione di Thompson su piattaforme come X e Reddit "ha superato quello dell'attentato contro Donald Trump a luglio". L'NCRI ha inoltre rilevato che tra i dieci tweet più frequentati che menzionano Thompson o UnitedHealth, sei dei messaggi sostenevano implicitamente o esplicitamente l'uccisione o criticavano Thompson. Alcuni commenti evidenziati invocavano la guerra di classe.

#### Crowdfunding
Anche i sostenitori di Mangione hanno avviato una raccolta fondi in crowdsourcing per coprire le spese legali su GoFundMe, prima di essere rimossi. Altri utenti dei social media hanno collegato l'account del commissario della prigione di Mangione sollecitando donazioni per "snack, bibite, un iPad, ecc.". Thomas Dickey, l'avvocato difensore di Mangione, ha commentato la campagna di crowdfunding affermando che: "La Corte Suprema dice che tutti questi ricchi miliardari possono dare qualsiasi tipo di denaro ai candidati e questo è 'libertà di parola', quindi forse queste persone stavano esercitando il loro diritto alla libertà di parola dicendo che questo è il modo in cui stanno sostenendo il mio cliente".
Una raccolta fondi GiveSendGo è rimasta attiva, e a marzo 2025 ha raccolto oltre 720000 dollari da donazioni in crowdfunding. Diversi donatori hanno citato la "politicizzazione" della pena di morte e del caso, il giusto processo e la loro frustrazione per il sistema sanitario come motivi per donare. Il 14 febbraio 2025, il team di difesa legale di Mangione a New York ha creato un sito web per fornire informazioni sui suoi casi a causa dello "straordinario volume di richieste e dell'ondata di sostegno". Il sito ha condiviso un messaggio ufficiale di Mangione, che ha espresso la sua gratitudine per il sostegno del pubblico, affermando che "il supporto ha trasceso le divisioni politiche, razziali e persino di classe".

### UnitedHealth e altre società di assicurazione sanitaria

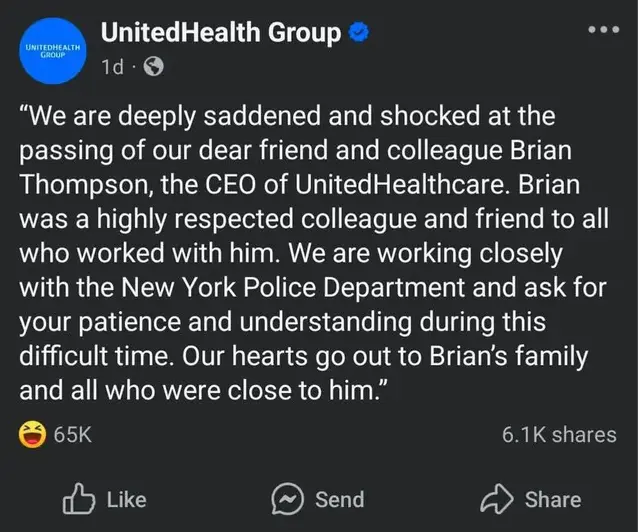
Post su Facebook della società madre di UnitedHealthcare, UnitedHealth Group, sulla morte di Thompson. Sebbene la sezione commenti del post sia stata disattivata, migliaia di utenti di Facebook hanno risposto al post con una reazione "Haha" (o "ridendo").

Andrew Witty, amministratore delegato del Gruppo UnitedHealth, società madre di UnitedHealthcare, ha difeso le pratiche di rifiuto delle richieste di risarcimento dell'azienda in un video interno trapelato dopo l'uccisione di Thompson. Registrato il 5 dicembre, il giorno successivo alla morte di Thompson, Witty ha sottolineato il ruolo dell'azienda nel garantire cure "sicure e appropriate" e che il colosso assicurativo continuerà a prevenire "cure non necessarie". Alcuni commenti online hanno minacciato di morte in risposta. Due mesi dopo la sparatoria, UnitedHealth ha assunto uno studio legale specializzato in diffamazione per intervenire contro i post sui social media che criticavano l'azienda.
UnitedHealthcare, Blue Cross Blue Shield e CVS Health, che gestisce Aetna, hanno rimosso dai loro siti web fotografie e altre informazioni sui loro dirigenti in seguito all'uccisione di Thompson. Il fornitore di servizi di assistenza gestita Centene ha cancellato la giornata degli investitori, prevista per il 12 dicembre, e ha invece programmato una conferenza virtuale. Nei giorni successivi alla morte di Thompson si è registrata un'impennata di richieste di servizi di protezione e sicurezza per amministratori delegati e dirigenti aziendali, secondo l'azienda di sicurezza privata Allied Universal. Un ex dirigente di un'assicurazione sanitaria ha dichiarato al Financial Times che le minacce contro le compagnie di assicurazione sanitaria sono comuni e che "a volte si nega la terapia laser protonica a un bambino con crisi epilettiche e il genitore va fuori di testa". Un altro dirigente ha dichiarato: "La cosa più inquietante è la capacità delle persone di nascondersi dietro le loro tastiere e perdere la loro umanità". Michael Sherman, ex direttore medico di Point32Health, ha giustificato le preoccupazioni dei dirigenti delle assicurazioni sanitarie, affermando: "Non sembra paranoico preoccuparsi che qualcuno che si è visto negare servizi che ritiene importanti possa trovarsi in uno stato emotivamente instabile".
L'uccisione ha contribuito in modo significativo a "mesi di tumulto" presso UnitedHealthcare. La reazione pubblica ha portato a una crescente percezione negativa dell'azienda, che secondo l'ex direttore medico Archelle Georgiou "ostacola l'innovazione e la collaborazione". Dopo l'uccisione, le azioni dell'azienda sono scese da 610 dollari ad azione a 308. L'azienda ha dovuto affrontare diverse cause legali e indagini, ha registrato un calo dei profitti e a maggio Witty ha rassegnato bruscamente le dimissioni.
Durante il processo alla corte federale di Mangione, l'assistente del procuratore distrettuale Joel Seidemann, nel sostenere che l'omicidio è stato un atto di terrorismo, ha affermato che l'omicidio ha spaventato 40 dirigenti dell'UHC, spingendoli ad assumere guardie del corpo. L'accusa sostiene inoltre che una dirigente aveva scelto di tingersi i capelli dopo aver ricevuto minacce di morte. La polizia in borghese è stata assunta per pattugliare la sede dell'UHC dopo l'omicidio. I medici e i civili dell'UHC hanno chiesto di lasciare le lettere di rifiuto non firmate per paura della propria sicurezza, mentre altri si sono licenziati del tutto.

### Politici
In risposta all'omicidio, funzionari pubblici come il governatore del Minnesota Tim Walz e la senatrice Amy Klobuchar hanno espresso sgomento e offerto le loro condoglianze alla famiglia. Walz ha dichiarato di aver conosciuto Thompson. Il rappresentante democratico uscente della Camera Dean Phillips ha scritto di essere "inorridito dall'assassinio". Il governatore della Pennsylvania, Josh Shapiro, ha commentato: "L'attenzione per questo caso, soprattutto online, è stata profondamente inquietante, in quanto alcuni hanno cercato di celebrare invece di condannare questo assassino". Il delegato dello Stato del Maryland Nino Mangione, cugino di Luigi Mangione, ha dichiarato: "La nostra famiglia è scioccata e devastata dall'arresto di Luigi. Offriamo le nostre preghiere alla famiglia di Brian Thompson e chiediamo alla gente di pregare per tutte le persone coinvolte".
L'addetto stampa uscente della Casa Bianca, Karine Jean-Pierre, ha dichiarato che il governo ha affermato che "la violenza per combattere qualsiasi tipo di avidità aziendale è inaccettabile". Il segretario uscente del Dipartimento per la Sicurezza Nazionale, Alejandro Mayorkas, ha dichiarato che la retorica dei social media sull'omicidio è allarmante e che "parla di ciò che sta veramente ribollendo in questo Paese, e purtroppo lo vediamo manifestarsi nella violenza, nell'estremismo violento interno che esiste". All'epoca anche il presidente eletto Donald Trump condannò l'omicidio e definì la celebrazione di Mangione "una malattia". Il senatore della Florida Rick Scott ha dichiarato che il sospetto assassino dovrebbe essere messo a morte se condannato. Ha anche aperto la possibilità di una conversazione "legittima" sulla riforma sanitaria.
Il rappresentante democratico della Camera Ro Khanna, della California, ha dichiarato: "Non c'è alcuna giustificazione per la violenza". Ha aggiunto che la reazione dell'opinione pubblica all'uccisione di Thompson non lo ha sorpreso perché "sprechiamo centinaia di miliardi all'anno in spese amministrative per l'assistenza sanitaria che rendono incredibilmente ricchi gli amministratori delegati delle assicurazioni e i ricchi azionisti, mentre 85 milioni di americani non sono assicurati o sono sottoassicurati". La senatrice democratica Elizabeth Warren del Massachusetts ha dichiarato: "La risposta viscerale delle persone in tutto il Paese che si sentono truffate, derubate e minacciate dalle pratiche ignobili delle loro compagnie assicurative dovrebbe essere un monito per tutti coloro che operano nel sistema sanitario". La violenza non è mai la risposta, ma le persone possono essere spinte solo fino a un certo punto". La rappresentante democratica Alexandria Ocasio-Cortez di New York ha dichiarato: "Questo non vuol dire che un atto di violenza sia giustificato, ma penso che per chiunque sia confuso o scioccato o inorridito, debba capire che le persone interpretano e sentono e vivono le rivendicazioni negate come un atto di violenza contro di loro".
Il senatore del Vermont Bernie Sanders ha condannato l'uccisione, ma ha detto che la risposta del pubblico ha dimostrato che molte persone sono arrabbiate con le compagnie di assicurazione sanitaria e le loro pratiche. Ha anche difeso i commenti della Warren, dicendo che non ha applaudito l'uccisione, e ha sottolineato la reazione della gente e le condizioni degli statunitensi e della classe operaia. Il senatore dell'Oregon Ron Wyden ha commentato: "Da tempo dico che la violenza e l'omicidio sono sempre inaccettabili, sempre. Ma credo che in questo caso ci sia un contesto estremamente importante". Il senatore della Georgia Raphael Warnock ha dichiarato che l'incidente è stato un "punto di svolta", ma non è sicuro che possa innescare conversazioni sulla riforma sanitaria.

### Commentatori accademici
Zeynep Tufekci, docente di sociologia e affari pubblici all'Università di Princeton ed editorialista del New York Times, ha affermato che la reazione dell'opinione pubblica alla sparatoria fatale di Thompson assomiglia alla reazione agli altissimi livelli di avidità aziendale, sfruttamento e disuguaglianza economica durante la Gilded Age statunitense, un periodo caratterizzato da violenti "movimenti politici che hanno preso di mira titani aziendali, politici, giudici e altri". Tufekci ha inoltre scritto: "La concentrazione della ricchezza estrema negli Stati Uniti ha recentemente superato quella della Gilded Age. E la volontà dei politici di spingere per soluzioni pubbliche di ampio respiro sembra essere quasi svanita. Temo che invece di un'era di riforme, la risposta a questo atto di violenza e alla rabbia diffusa che ha scatenato si limiterà a un altro giro di ritirate da parte dei più ricchi".
Robert Pape, esperto di violenza politica dell'Università di Chicago, ha dichiarato al Guardian che la risposta dei commentatori online è indicativa della crescente accettazione da parte degli statunitensi della violenza per risolvere le controversie civili.

### Sondaggio d'opinione
Un sondaggio dell'Emerson College ha intervistato 1.000 elettori statunitensi registrati sull'omicidio di Thompson tra l'11 e il 13 dicembre 2024. Il sondaggio ha rilevato che la maggioranza (68%) degli elettori considera inaccettabili le azioni del presunto assassino. Tra i giovani elettori di età compresa tra i 18 e i 29 anni, il 41% ha ritenuto l'omicidio "accettabile o in qualche modo accettabile", mentre il 40% della stessa fascia d'età non l'ha ritenuto accettabile.
Il NORC dell'Università di Chicago ha condotto un sondaggio su 1.001 adulti statunitensi tra il 12 e il 16 dicembre. La maggioranza degli intervistati ha dichiarato di aver letto o sentito parlare della morte di Thompson. Alla domanda sui fattori che hanno contribuito alla morte di Thompson, il 78% degli intervistati ha risposto che l'assassino ha "una grande o moderata responsabilità". La maggioranza degli intervistati ha affermato che il rifiuto della copertura sanitaria da parte delle compagnie di assicurazione (69%) o i profitti realizzati dalle compagnie di assicurazione sanitaria (67%) hanno una responsabilità "grande o moderata" nella morte di Thompson. I giovani statunitensi sono stati il gruppo di età meno propenso ad affermare che l'assassino fosse responsabile dell'omicidio; solo quattro intervistati su 10 nella fascia di età compresa tra i 18 e i 29 anni lo hanno affermato, rispetto a otto intervistati su 10 di età superiore ai 60 anni. I giovani statunitensi erano anche "particolarmente propensi" a dire che la morte di Thompson era il risultato di molteplici fattori.
Un sondaggio Economist/YouGov condotto dal 15 al 17 dicembre su 1.553 cittadini statunitensi adulti ha rilevato che il 43% dei cittadini statunitensi ha un'opinione "un po' sfavorevole o molto sfavorevole" di Mangione, mentre il 21% ha un'opinione "un po' favorevole o molto favorevole" di lui. Mangione ha ricevuto il maggior sostegno dai cittadini di età compresa tra i 18 e i 29 anni, che lo vedono con un margine di 39%-29%, e dai cittadini "molto liberali", che lo vedono con un margine di 47%-31%. Mangione è stato giudicato meno favorevolmente dai cittadini di età pari o superiore ai 65 anni (che lo hanno giudicato sfavorevolmente con un margine del 65%-5%) e dai cittadini "molto conservatori" (che lo hanno giudicato sfavorevolmente con un margine del 62%-8%).
Un sondaggio online del 12 dicembre 2024 su 1.000 elettori registrati negli Stati Uniti, condotto dal sondaggista repubblicano conservatore Scott Rasmussen/RMG Research, Inc. ha rilevato che il 53% degli intervistati considera l'assassino un "cattivo", mentre il 10% lo considera un "eroe". Il 71% degli elettori ha dichiarato che l'omicidio non è "mai giustificabile", mentre il 13% ha affermato che è giustificabile uccidere una persona come Thompson come mezzo per ottenere un importante cambiamento sociale. Il sondaggio ha rilevato che gli elettori più giovani, i democratici progressisti, le "persone che parlano di politica tutti i giorni" e coloro che hanno conseguito una laurea sono "più propensi degli altri a dire che l'omicidio è talvolta giustificabile".
Il Center for Strategic Politics ha condotto un sondaggio online con 455 adulti statunitensi l'11 dicembre. Il sondaggio ha rilevato che "il 61% degli intervistati ha dichiarato di avere una percezione fortemente o leggermente negativa di Mangione", mentre il 19% ha una visione positiva o leggermente positiva. Le opinioni su Mangione variavano "drasticamente" in base all'età, con gli intervistati sotto i 45 anni che avevano una visione più positiva di lui rispetto a quelli sopra i 45 anni. Inoltre, gli intervistati hanno indicato che gli uomini sono più propensi a sostenere Mangione rispetto alle donne e che i neri e gli ispanici sono più propensi a sostenerlo rispetto ai bianchi. Il sondaggio ha anche rilevato che i giovani statunitensi vedono Mangione "molto più favorevolmente" di quanto non vedano Thompson e UnitedHealthcare.
Un sondaggio su 6.000 adulti statunitensi è stato condotto da CloudResearch il 19 dicembre, utilizzando AI. Il sondaggio ha rilevato che il 27% degli intervistati era solidale con Mangione, mentre il 12% era favorevole all'omicidio. Il sostegno all'omicidio era più alto tra i giovani sotto i 30 anni e nella sinistra politica. Tra i sostenitori, l'analisi dell'intelligenza artificiale ha mostrato che l'80% lo ha fatto a causa di "ingiustizie sistemiche" e il 30% perché si riferiva alla sua situazione.
Generation Lab ha condotto un sondaggio su 1.026 studenti universitari statunitensi tra il 19 e il 23 dicembre. Alla domanda su chi fosse più simpatico, il 45% degli intervistati ha risposto il sospetto, il 17% Thompson e il 37% nessuno dei due. La metà degli intervistati ha un'opinione estremamente o leggermente favorevole del sospettato e quasi la metà (48%) ritiene che l'omicidio sia giustificato. La maggior parte degli intervistati (81%) ha dichiarato di avere un'opinione estremamente o leggermente negativa di Thompson.
USA Today/Suffolk University ha condotto un sondaggio su oltre 1.000 elettori registrati tra il 7 e l'11 gennaio. Il sondaggio ha rilevato che quasi due terzi degli intervistati ritengono che l'omicidio sia sbagliato e che l'assassino debba essere perseguito. La maggior parte degli altri concorda sul fatto che l'omicidio sia sbagliato, ma comprende la rabbia dell'assassino.

### Altro
Il giornalista indipendente Ken Klippenstein ha ottenuto e pubblicato il testo integrale del presunto manifesto di Mangione. Klippenstein ha dichiarato che numerosi grandi media si sono rifiutati di pubblicare il manifesto completo; li ha criticati per averlo citato "selettivamente". Klippenstein ha anche affermato che il New York Times ha ordinato al suo staff di "ridurre" le fotografie contenenti il volto di Mangione.
Engadget ha riferito che i moderatori dei subreddit su Reddit hanno ricevuto istruzioni per rimuovere i post e i link contenenti il presunto manifesto di Mangione. Un portavoce di Reddit ha dichiarato che la pubblicazione del presunto manifesto viola le regole dell'azienda sui contenuti violenti. The Verge ha riferito che Reddit emetterà avvisi agli utenti che "votano contenuti violenti"; ha notato che lo strumento di moderazione automatica di Reddit ha segnalato la parola "Luigi" come "potenzialmente violenta", anche in commenti o contesti non correlati a Mangione, spingendo i moderatori del subreddit a "controllare la violenza" una volta che i commenti sono stati segnalati. Business Insider ha riportato che anche piattaforme sociali come YouTube, Threads e TikTok hanno rimosso contenuti che esprimevano sostegno a Mangione.
La società di intelligence di sicurezza privata DragonFly ha valutato che ulteriori attacchi a dirigenti d'azienda sono improbabili e che i gruppi politici che celebrano l'omicidio "useranno quasi certamente tattiche non violente, ma comunque minacciose", come "inscenare proteste fuori dagli uffici aziendali, confrontarsi verbalmente con i dirigenti e colpirli con lo swatting". Il 27 dicembre, il Centro antiterrorismo del Nevada meridionale ha rilasciato un avviso di sicurezza interno sull'omicidio, pubblicato il 19 gennaio da Property of the People. Il rapporto ha valutato che "la retorica violenta e le minacce ai dirigenti del settore sanitario e di altre aziende aumenteranno" a causa della sparatoria e ha raccomandato diverse pratiche di sicurezza personale per "persone di alto profilo del governo e del settore privato". Il direttore esecutivo di Property of the People ha dichiarato: "Le forze dell'ordine sono in preda al panico per il diffuso sostegno a Mangione, ma non dovrebbe essere una sorpresa ... Naturalmente la gente è arrabbiata nel vedere i propri cari soffrire e morire inutilmente per permettere a una manciata di dirigenti di acquistare un secondo yacht".
Una settimana dopo la sparatoria, una donna in Florida è stata arrestata e accusata di "minacce di sparatorie di massa o atti di terrorismo" dopo aver presumibilmente detto "Ritardate, negate, deponete, voi siete i prossimi" ai rappresentanti della Blue Cross Blue Shield dopo che la sua richiesta di risarcimento era stata rifiutata. Il giudice ha fissato la sua cauzione a 100.000 dollari, citando "lo stato del nostro Paese in questo momento". Le accuse sono state successivamente ritirate.

## Nella cultura di massa
L'uccisione di Thompson è stata citata in diversi sketch della stagione 50 della sketch comedy statunitense Saturday Night Live (SNL).
Sono stati trasmessi diversi documentari sull'omicidio e altri sono ancora in lavorazione; Il documentario della ABC Caccia all'uomo: Luigi Mangione and the CEO Murder - A Special Edition of 20/20 è andato in onda il 19 dicembre 2024.
Il sedicesimo episodio intitolato "Folk Hero" della ventiquattresima stagione della serie televisiva poliziesca Law & Order, ha tratto ispirazione da questo caso.
L'artista folk Jesse Welles ha scritto una canzone intitolata "United Health" sulla scia dell'assassinio, che è diventata virale online.

### Esplicative
1. 1 2 3  Nello stato di New York la fattispecie di omicidio di primo grado è prevista nel caso di omicidio premeditato con un'aggravante da una lista tassativa. L'unica possibile aggravante in questo caso è l'atto di terrorismo.[14]

### Bibliografiche
1. 1 2   Q2 2024 Unitedhealth Group Inc Earnings Call, su finance.yahoo.com.
2. 1 2   UnitedHealth Executive Fatally Shot in NYC, Sparking Manhunt, su bloomberg.com.
3. ↑  (EN) Brian Thompson: United Healthcare CEO fatally shot outside Manhattan hotel, su bbc.com, 5 dicembre 2024. URL consultato il 1º aprile 2025.
4. ↑  (EN) What we know about New York City shooting of UnitedHealthcare boss Brian Thompson, su Sky News. URL consultato il 1º aprile 2025.
5. ↑  (EN) Merch glorifying UnitedHealthcare CEO killer floods online stores, su NBC News, 10 dicembre 2024. URL consultato il 1º aprile 2025.
6. 1 2 3  (EN) Suspect in the killing of UnitedHealthcare’s CEO struggles, shouts while entering courthouse, su AP News, 10 dicembre 2024. URL consultato il 1º aprile 2025.
7. 1 2  (EN) Corey Kilgannon, Mike Baker e Luke Broadwater, Suspect in C.E.O. Killing Withdrew From a Life of Privilege and Promise, in The New York Times, 10 dicembre 2024. URL consultato il 1º aprile 2025.
8. 1 2 3  (EN) April Rubin, Who is Luigi Mangione, charged with murder of UnitedHealthcare CEO, su Axios, 10 dicembre 2024. URL consultato il 1º aprile 2025.
9. 1 2  (EN) Elise Hammond, Lauren Mascarenhas, Michelle Watson, Steve Almasy, Taylor Romine, December 9, 2024: UnitedHealthcare CEO Brian Thompson shooting suspect Luigi Mangione charged with murder, su CNN, 9 dicembre 2024. URL consultato il 1º aprile 2025.
10. ↑   UnitedHealthcare Shooting Suspect’s Manifesto Finally Revealed, in The New Republic. URL consultato il 1º aprile 2025.
11. ↑   Chris Benson, CEO slaying: Suspect's fingerprints confirmed to match prints at NYC shooting scene, police say, in United Press International, 11 dicembre 2024. URL consultato l'11 dicembre 2024 (archiviato dall'url originale il 15 dicembre 2024).
12. 1 2   Ali Bauman, Lisa Rozner, Alice Gainer e Jesse Zanger, Luigi Mangione faces federal murder, stalking charges in killing of UnitedHealthcare CEO, su CBS News, 20 dicembre 2024. URL consultato il 21 dicembre 2024 (archiviato dall'url originale il 21 dicembre 2024).
13. ↑  (EN) Luigi Mangione pleads not guilty to murdering healthcare CEO, su bbc.com, 23 dicembre 2024. URL consultato il 1º aprile 2025.
14. ↑  (EN) How New York prosecutors used a terrorism law in the charges against Luigi Mangione, su AP News, 18 dicembre 2024. URL consultato il 1º aprile 2025.
15. ↑  (EN) Luigi Mangione indicted on first-degree murder charge in UnitedHealthcare CEO's killing, su NBC News, 18 dicembre 2024. URL consultato il 1º aprile 2025.
16. ↑  (EN) Arguments over whether Luigi Mangione is a 'hero' offer a glimpse into an unusual American moment, su AP News, 11 dicembre 2024. URL consultato il 1º aprile 2025.
17. ↑  (EN) A. B. C. News, Americans are unhappy with the state of health care and insurance, su ABC News. URL consultato il 1º aprile 2025.
18. ↑   Jesus Mesa, #FreeLuigi trends as support surges for CEO murder suspect Luigi Mangione, su Newsweek, 9 dicembre 2024. URL consultato il 28 dicembre 2024.
19. ↑  (EN) Emma Burleigh, Security businesses’ phones are ringing off the hook following the assassination of UnitedHealthcare CEO, su Fortune. URL consultato il 1º aprile 2025.
20. 1 2   Tom Murphy, Words on ammo in CEO shooting echo common phrase on insurer tactics: Delay, deny, defend, in Associated Press, 5 dicembre 2024. URL consultato il 5 dicembre 2024 (archiviato dall'url originale il 5 dicembre 2024).
21. 1 2   Sasha Rogelberg, Slain UnitedHealthcare CEO Brian Thompson's tenure was marked by rocketing profits—and myriad accusations of insider trading and coverage denial, su Fortune, 5 dicembre 2024. URL consultato il 5 dicembre 2024 (archiviato dall'url originale il 5 dicembre 2024).
22. ↑   Nicholas Florko, Murder Is an Awful Answer for Health-Care Anger, su The Atlantic, 5 dicembre 2024. URL consultato il 7 dicembre 2024.
23. ↑   Sarah Kliff e Reed Abelson, UnitedHealthcare has faced scrutiny, criticism and lawsuits over its denial of medical claims., su The New York Times, 5 dicembre 2024. URL consultato il 31 dicembre 2024.
24. ↑   Minyvonne Burke, David K. Li e Gabrielle Fonrouge, UnitedHealthcare CEO fatally shot outside NYC hotel in 'premeditated, preplanned targeted attack', in NBC News, 4 dicembre 2024. URL consultato il 4 dicembre 2024 (archiviato dall'url originale il 4 dicembre 2024).
«Basically, I don't know, a lack of coverage? I don't know details. I just know that he said there were some people that had been threatening him.»
25. ↑   Antoinette Radford, Elise Hammond, Aditi Sangal, Tori B. Powell e Dalia Faheid, Live updates: Police search for gunman after UnitedHealthcare CEO killed in New York City, in CNN, 5 dicembre 2024. URL consultato il 6 dicembre 2024 (archiviato dall'url originale il 6 dicembre 2024).
26. 1 2   Live Updates: Police Release Photos Showing Face of Man Sought in Killing of Insurance C.E.O., in The New York Times, 5 dicembre 2024. URL consultato il 5 dicembre 2024 (archiviato dall'url originale il 5 dicembre 2024).
27. ↑   Lorraine Taylor e Alexis McAdams, UnitedHealthcare CEO Brian Thompson's killer used fake ID to check into NYC hostel before slaying: sources, in Fox News, 5 dicembre 2024. URL consultato il 5 dicembre 2024 (archiviato dall'url originale il 6 dicembre 2024).
28. ↑   Aaron Katersky, Emily Shapiro e Miles Cohen, UnitedHealthcare CEO Brian Thompson shot dead in Midtown Manhattan, masked gunman at large, in ABC News, 4 dicembre 2024. URL consultato il 5 dicembre 2024 (archiviato dall'url originale il 4 dicembre 2024).
29. 1 2 3   Kerry Breen, Gunman who killed Brian Thompson, UnitedHealthcare CEO, is on the loose. What we know about the suspect., in CBS News, 7 dicembre 2024. URL consultato l'8 dicembre 2024 (archiviato dall'url originale il 7 dicembre 2024).
30. 1 2   Bernd Jr. Debusmann e Christal Hayes, What we know about fatal shooting of health executive Brian Thompson, in BBC News, 5 dicembre 2024. URL consultato il 7 dicembre 2024 (archiviato dall'url originale il 7 dicembre 2024).
31. ↑   Lauren Mascarenhas, Maureen Chowdhury e Holly Yan, UnitedHealthcare CEO fatally shot in New York City, in CNN, 4 dicembre 2024. URL consultato il 4 dicembre 2024 (archiviato dall'url originale il 4 dicembre 2024).
32. ↑   Oliver Barnes, Luigi Mangione charged with murder of US health insurance executive, in Financial Times, 10 dicembre 2024. URL consultato il 2 aprile 2025.
33. 1 2   Natalie Duddridge, Dick Brennan, Marcia Kramer, Ali Bauman e Jessica Moore, UnitedHealthcare CEO Brian Thompson shot and killed in NYC. Police say it was a targeted attack., in WCBS-TV, 5 dicembre 2024. URL consultato il 5 dicembre 2024 (archiviato dall'url originale il 4 dicembre 2024).
34. 1 2 3   John Miller, Amanda Musa, Rebekah Riess, David Goldman e Brynn Gingras, Gunman at large after UnitedHealthcare CEO fatally shot in 'brazen targeted attack,' police say, in CNN, 4 dicembre 2024. URL consultato il 5 dicembre 2024 (archiviato dall'url originale il 5 dicembre 2024).
35. ↑   Peter Yankowski, Lisa Backus e Jesse Leavenworth, Gun sold in Connecticut not linked to killing of UnitedHealthcare CEO, report says, su The Register Citizen, 6 dicembre 2024. URL consultato il 13 dicembre 2024.
36. 1 2   Thomas Gibbons-Neff e Aric Toler, When a Glock Isn't a Glock: The History of the Pistol Found With Luigi Mangione, in The New York Times, 12 dicembre 2024. URL consultato il 12 dicembre 2024.
«At first glance, the gun in the police photographs — the one the authorities believe Luigi Mangione used to kill the chief executive of UnitedHealthcare — appears to be a Glock-19, a 9-millimeter semiautomatic pistol ...Template:PbBut upon closer inspection, it is clear that the weapon was not factory-made, but was at least partially produced by a 3D printer. ...»
37. ↑   Cameron McWhirter, UnitedHealth Exec Shooting Heightens Debate Over Ghost Guns, in The Wall Street Journal, 10 dicembre 2024. URL consultato il 12 dicembre 2024 (archiviato dall'url originale il 13 dicembre 2024).
38. 1 2  (EN) Andy Greenberg, The ‘Ghost Gun’ Linked to Luigi Mangione Shows Just How Far 3D-Printed Weapons Have Come, in Wired. URL consultato il 1º aprile 2025.
39. ↑   Nick Penzenstadler, Ghost gun tied to NYC murder of health care CEO adds fuel to debate on homemade guns, su USA Today, 9 dicembre 2024. URL consultato il 12 dicembre 2024 (archiviato dall'url originale il 12 dicembre 2024).
40. ↑   Ben Guarino, Luigi Mangione's Alleged Ghost Gun and Other Antisurveillance Tech, Explained, su Scientific American, 13 dicembre 2024. URL consultato il 19 dicembre 2024.
41. ↑   Karina Tsui, Mark Morales, Brynn Gingras, John Miller, Shimon Prokupecz, Elise Hammond, Tori B. Powell e Ashley R. Williams, Backpack found in Central Park believed to belong to suspect in killing of UnitedHealthcare CEO, source says, su CNN, 6 dicembre 2024. URL consultato il 18 dicembre 2024 (archiviato dall'url originale il 17 dicembre 2024).
42. 1 2   Jake Offenhartz, Karen Matthews e Michael Sisak, Police hunt for UnitedHealthcare CEO's masked killer after 'brazen, targeted' attack on NYC street, in Associated Press, 4 dicembre 2024. URL consultato il 5 dicembre 2024 (archiviato dall'url originale il 4 dicembre 2024).
43. ↑   Maria Cramer, Live Updates: Investigators Sift Through Growing List of Tips and Details in Slaying of Insurance C.E.O., in The New York Times, 6 dicembre 2024. URL consultato il 6 dicembre 2024.
44. ↑   Corey Kilgannon, Here's the latest on the investigation., in The New York Times, 6 dicembre 2024. URL consultato il 6 dicembre 2024.
45. ↑   Ella Lee, UnitedHealthcare CEO shooting suspect charged with murder, su The Hill, 10 dicembre 2024. URL consultato il 31 dicembre 2024.
46. ↑   Tim Harlow, Suspect in UnitedHealthcare CEO killing tussles with police outside Pennsylvania extradition hearing, su Startribune, 11 dicembre 2024. URL consultato il 31 dicembre 2024.
47. ↑   Jarrett Ley e Samuel Oakford, A timeline of UnitedHealthcare CEO's shooting, tracking the suspect's movements, in The Washington Post, 5 dicembre 2024. URL consultato l'8 dicembre 2024 (archiviato dall'url originale il 5 dicembre 2024).
48. ↑  (EN) What we know about UnitedHealthcare CEO's fatal shooting outside NYC hotel, su NBC News, 7 dicembre 2024. URL consultato il 1º aprile 2025.
49. ↑   Why Many Americans Are Celebrating the UnitedHealthcare CEO’s Murder, in The New Republic. URL consultato il 1º aprile 2025.
50. 1 2   Aaron Katersky, Emily Shapiro, Miles Cohen e David Brennan, UnitedHealthcare CEO shooting latest: New photos of suspect's face released, in ABC News, 5 dicembre 2024. URL consultato il 5 dicembre 2024 (archiviato dall'url originale il 5 dicembre 2024).
51. ↑   Michael Balsamo e Michael R. Sisak, Police found a backpack carried by gunman who killed UnitedHealthcare CEO, in KTXL, 6 dicembre 2024. URL consultato l'8 dicembre 2024.
52. ↑   Aaron Katersky, Mark Crudele, Bill Hutchinson, Jon Haworth e Ivan Pereira, UnitedHealthcare CEO shooting latest: Suspect's backpack had Monopoly money: Sources, in ABC News, 7 dicembre 2024. URL consultato l'8 dicembre 2024 (archiviato dall'url originale l'8 dicembre 2024).
53. ↑   Emily Rahhal e Erin Pflaumer, $10,000 reward offered for information on UnitedHealthcare CEO shooting: NYPD, in KXAN-TV, 4 dicembre 2024. URL consultato il 7 dicembre 2024.
54. ↑   Jake Offenhartz, The Latest: Gunman who killed UnitedHealthcare CEO had message on ammunition, AP source says, in Associated Press, 5 dicembre 2024. URL consultato il 5 dicembre 2024 (archiviato dall'url originale il 6 dicembre 2024).
55. ↑   Karina Tsui, Mark Morales, Brynn Gingras, John Miller, Shimon Prokupecz, Elise Hammond, Tori B. Powell e Ashley R. Williams, Police believe suspect in killing of UnitedHealthcare CEO has left New York City, in CNN, 6 dicembre 2024. URL consultato il 6 dicembre 2024 (archiviato dall'url originale il 6 dicembre 2024).
56. 1 2   Renee Anderson, Ali Bauman e Jeff Capellini, Shell casings, fingerprints link UnitedHealthcare CEO murder suspect Luigi Mangione to crime scene, NYPD says, in CBS News, New York City, 11 dicembre 2024. URL consultato il 12 dicembre 2024 (archiviato dall'url originale l'11 dicembre 2024).
57. ↑   Michael Balsamo e Michael R. Sisak, FBI offers $50,000 reward for information about gunman who killed UnitedHealthcare's CEO, Associated Press, 7 dicembre 2024. URL consultato il 7 dicembre 2024 (archiviato dall'url originale il 7 dicembre 2024).
58. ↑   Katie Hawkinson, Who is Brian Thompson – the slain CEO of UnitedHealthcare?, in The Independent, 5 dicembre 2024. URL consultato il 5 dicembre 2024.
59. ↑   Ben Sherwood, Who Is the E-Bike Assassin Who Killed UnitedHealthcare CEO Brian Thompson?, in The Daily Beast, 5 dicembre 2024. URL consultato il 5 dicembre 2024.
60. ↑   Andy Newman, Suspect in Killing of Insurance C.E.O. Is Said to Have Used Fake New Jersey ID, in The New York Times, 5 dicembre 2024. URL consultato il 6 dicembre 2024 (archiviato dall'url originale l'8 dicembre 2024).
«One of investigators' main goals remains finding a surveillance image of the suspected shooter where his face is entirely unobscured, a senior law enforcement official said, describing the man as extremely camera savvy. Even in the pictures released earlier today, the man the police are seeking is wearing a hood.»
61. ↑   Justin Smith e Brenna Fenton, Luigi Mangione's sprawling family found success after patriarch's rise, su The Baltimore Banner, 9 dicembre 2024. URL consultato il 13 dicembre 2024.
62. ↑   Richard Winton, Terry Castleman, Nathan Solis, Salvador Hernandez, Summer Lin e Clara Harter, Suspect in CEO killing is charged with murder. Records show he had California ties, su Los Angeles Times, 9 dicembre 2024. URL consultato l'11 dicembre 2024.
63. ↑   Jessica Parker e Cai Pigliucci, Luigi Mangione: Tracing the privileged Baltimore family roots of suspected CEO killer, su BBC News, 14 dicembre 2024. URL consultato il 15 dicembre 2024 (archiviato dall'url originale il 15 dicembre 2024).
64. 1 2   Jessica Parker e Jude Sheerin, Luigi Mangione charged with murdering healthcare CEO in New York, in BBC News, 9 dicembre 2024. URL consultato il 10 dicembre 2024 (archiviato dall'url originale il 10 dicembre 2024).
65. ↑   Michael Loria e Chris Kenning, 'Shocked and devastated': Family of suspected United Healthcare killer speaks out, in USA Today, 9 dicembre 2024. URL consultato il 15 dicembre 2024 (archiviato dall'url originale il 10 dicembre 2024).
66. ↑  (EN) Kara Alaimo, The Internet Missed the Point on Luigi Mangione, su TIME, 13 dicembre 2024. URL consultato il 1º aprile 2025.
67. ↑   Aaron Katersky, Mark Crudele, Josh Margolin e Meredith Deliso, What we know about Luigi Mangione, Ivy League grad charged in CEO's murder, su ABC News, 11 dicembre 2024. URL consultato l'11 dicembre 2024 (archiviato dall'url originale il 14 dicembre 2024).
68. ↑   Lea Skene e Jennifer Sinco Kelleher, Back trouble and brain fog bothered suspect in UnitedHealthcare CEO killing, his posts show, su Associated Press, 13 dicembre 2024. URL consultato il 13 dicembre 2024 (archiviato dall'url originale il 13 dicembre 2024).
69. ↑   James Liddell, Luigi Mangione 'went missing' after back surgery as friends reveal health issues, su The Independent, 10 dicembre 2024. URL consultato il 10 dicembre 2024 (archiviato dall'url originale il 13 dicembre 2024).
70. ↑   Ricky Sayer, Luigi Mangione's arrest in Altoona McDonald's baffles residents: 'Here of all places', in CBS News, 10 dicembre 2024. URL consultato il 12 dicembre 2024.
71. ↑   LIVE: NYC Mayor Eric Adams holds press conference on UnitedHealthcare CEO shooting, Associated Press, 9 dicembre 2024. URL consultato il 9 dicembre 2024. Ospitato su YouTube.
72. ↑   Investigators of C.E.O.'s Killing Are Questioning a Man in Pennsylvania, in The New York Times, 9 dicembre 2024. URL consultato il 9 dicembre 2024 (archiviato dall'url originale il 9 dicembre 2024).
73. 1 2   Live updates: Man questioned in UnitedHealthcare CEO Brian Thompson killing had gun, silencer and fake ID, in NBC News, 9 dicembre 2024. URL consultato il 9 dicembre 2024.
74. ↑   Andy Newman, Suspect in Health Care C.E.O.'s Killing Charged With Murder, in December 9, 2024, CNN, 9 dicembre 2024.
75. 1 2 3   Suspect in Health Care C.E.O.'s Killing Charged With Murder, in The New York Times, 9 dicembre 2024. URL consultato il 10 dicembre 2024 (archiviato dall'url originale il 10 dicembre 2024).
76. ↑   Luigi Mangione Questioned By Police At Blair County Courthouse, su inkl, 9 dicembre 2024. URL consultato il 10 dicembre 2024.
77. ↑   Ashley R. Williams, Gloria Pazmino, Mark Morales, Brynn Gingras, John Miller e Dakin Andone, Suspect in killing of health care CEO arrested on gun charge in Pennsylvania, NYC top cop says, in CNN, 9 dicembre 2024. URL consultato il 9 dicembre 2024 (archiviato dall'url originale il 9 dicembre 2024).
78. ↑   Molly Bohannon, What We Know About Luigi Mangione: Suspected UnitedHealthcare Shooter Found With 'Written Admissions,' Police Say, su Forbes, 10 dicembre 2024. URL consultato il 10 dicembre 2024.
79. ↑   Steve Bohnel, Inside SCI-Huntingdon, the prison where Luigi Mangione is being held, su Pittsburgh Post-Gazette, 11 dicembre 2024. URL consultato il 13 dicembre 2024 (archiviato dall'url originale il 12 dicembre 2024).
80. ↑   Christopher Cann e Jorge L. Ortiz, Luigi Mangione denied bail, will fight extradition in killing of UnitedHealthcare CEO, in USA Today, 10 dicembre 2024. URL consultato il 10 dicembre 2024.
81. ↑   Kaitlan Collins, Luigi Mangione retains high-powered New York attorney as he faces second-degree murder charge, su CNN, 14 dicembre 2024. URL consultato il 14 dicembre 2024.
82. ↑   Jonathan Dienst e Tom Winter, Luigi Mangione charged with murder as act of terrorism in UnitedHealthcare CEO killing, su NBC New York, 17 dicembre 2024. URL consultato il 18 dicembre 2024.
83. ↑   Jennifer Peltz, How New York prosecutors used a terrorism law in the charges against Luigi Mangione, su Associated Press, 18 dicembre 2024. URL consultato il 21 dicembre 2024 (archiviato dall'url originale il 20 dicembre 2024).
84. ↑   Jake Offenhartz e Jennifer Peltz, Prosecutors charge suspect with killing UnitedHealthcare CEO as an act of terrorism, su Associated Press, 17 dicembre 2024. URL consultato il 17 dicembre 2024 (archiviato dall'url originale il 17 dicembre 2024).
85. ↑   Aaron Katersky, Emily Shapiro e Ariane Naity, CEO murder suspect Luigi Mangione held in same jail as Diddy following 1st court appearance, ABC 7 New York, 20 dicembre 2024. URL consultato il 20 dicembre 2024 (archiviato dall'url originale il 20 dicembre 2024).
86. ↑   Madeline Halpert, Luigi Mangione returns to New York to face federal charges in fatal shooting, BBC News, 20 dicembre 2024. URL consultato il 20 dicembre 2024 (archiviato dall'url originale il 20 dicembre 2024).
87. ↑   Emma Tucker, How Luigi Mangione's notebook helped federal prosecutors build their case and what's next as he faces mounting charges, in CNN, 20 dicembre 2024. URL consultato il 20 dicembre 2024.
88. ↑   Emma Bowman, Federal murder charge against Mangione could mean death penalty in CEO killing, su NPR, 19 dicembre 2024. URL consultato il 20 dicembre 2024.
89. ↑   Adam Reiss e David K. Li, Luigi Mangione pleads not guilty in killing of UnitedHealthcare CEO on N.Y. state charges, su NBC News. URL consultato il 23 dicembre 2024.
90. ↑   Lola Fadulu, Mangione Pleads Not Guilty in First N.Y. State Court Appearance, su The New York Times, 23 dicembre 2024. URL consultato il 23 dicembre 2024.
91. ↑  (EN) Suspect in Health Care C.E.O.'s Killing Charged With Murder, in The New York Times, 9 dicembre 2024. URL consultato il 19 dicembre 2024 (archiviato dall'url originale il 17 dicembre 2024).
92. ↑   Alex Sundby, John Doyle, Layla Ferris, Laura Doan, Emma Li e Kerry Breen, What we know about Luigi Mangione, suspect charged in UnitedHealthcare CEO's killing, su CBS, 18 dicembre 2024. URL consultato il 5 gennaio 2025.
93. ↑   Ken Klippenstein, Exclusive: Luigi's Manifesto, 10 dicembre 2024. URL consultato il 5 gennaio 2025 (archiviato dall'url originale il 5 gennaio 2025).
94. ↑  (EN) Madison Montag, Independent journalist releases copy of Luigi Mangione's manifesto, su pennlive, 11 dicembre 2024. URL consultato il 17 gennaio 2025.
95. 1 2  (EN) Matt Novak, 'They Continue to Abuse Our Country for Immense Profit': Luigi Mangione's Alleged Manifesto Leaks Online, su Gizmodo, 10 dicembre 2024. URL consultato il 7 gennaio 2025.
96. ↑   Ken Klippenstein, Exclusive: Luigi's Manifesto, su Kenklippenstein.com. URL consultato il 16 gennaio 2025.
97. ↑   United States of America V. Luigi Nicholas Mangione; Sealed Complaint (PDF), su justice.gov, Department of Justice. URL consultato il 23 dicembre 2024 (archiviato dall'url originale il 19 dicembre 2024).
98. ↑   Nicholas Biase e Shelby Wratchford, Luigi Mangione Charged With The Stalking And Murder Of UnitedHealthcare CEO Brian Thompson And Use Of A Silencer In A Crime Of Violence., in United States Attorney for the Southern District of New York, Department of Justice, 19 dicembre 2024. URL consultato il 22 dicembre 2024 (archiviato dall'url originale il 23 dicembre 2024).
99. 1 2   Alex Sundby, Layla Ferris, Laura Doan, Emma Li e John Doyle, What we know about Luigi Mangione, suspect charged in UnitedHealthcare CEO's killing, su CBS News, 12 dicembre 2024. URL consultato il 13 dicembre 2024.
100. ↑   Marcia Kramer e Tim McNicholas, Luigi Mangione's motive for allegedly killing UnitedHealthcare's CEO is coming into focus, NYPD says, in CBS News, 10 dicembre 2024. URL consultato l'11 dicembre 2024 (archiviato dall'url originale il 13 dicembre 2024).
101. ↑   Julia Pugachevsky, Luigi Mangione had spondylolisthesis, a lower back condition. He wrote about painful symptoms like sciatica on Reddit., su Yahoo News, Business Insider, 11 dicembre 2024. URL consultato il 12 dicembre 2024 (archiviato dall'url originale il 14 dicembre 2024).
102. 1 2   Jonathan Dienst, Kai Ma e Phil Helsel, Suspect in CEO's killing wasn't insured by UnitedHealthcare, company says, su NBC News, 13 dicembre 2024. URL consultato il 13 dicembre 2024 (archiviato dall'url originale il 13 dicembre 2024).
103. ↑  (EN) Christopher Cann and Jorge L. Ortiz, Suspect in UnitedHealthcare CEO's killing fights extradition to New York: Updates, su USA TODAY. URL consultato il 1º aprile 2025.
104. ↑   Ken Klippenstein e Dan Boguslaw, Read the NYPD's Mangione report the media won't publish, su kenklippenstein.com, 26 dicembre 2024. URL consultato il 28 dicembre 2024.
105. ↑   Sarah Fortinsky, Fake bomb threat targets homes of insurance executive killed in NYC: Police, in The Hill, 5 dicembre 2024. URL consultato il 6 dicembre 2024.
106. ↑   Josh Nathan-Kazis, After CEO Shooting, a Recgkoning Comes for Healthcare, in Barrons, 11 dicembre 2024. URL consultato il 15 dicembre 2024 (archiviato dall'url originale il 12 dicembre 2024).
107. ↑   Annika Kim Constantino, Health-care stocks fall as lawmakers, patients push for changes to their business models, in CNBC, 11 dicembre 2024. URL consultato il 15 dicembre 2024 (archiviato dall'url originale il 12 dicembre 2024).
108. ↑   Steve Kopack, UnitedHealth is contributing to the Dow's historic losing streak, su NBC News, 17 dicembre 2024. URL consultato il 23 dicembre 2024 (archiviato dall'url originale il 20 dicembre 2024).
109. ↑   Maya Goldman, UnitedHealth CEO's killing unleashes social media rage against insurers, in Axios, 5 dicembre 2024. URL consultato il 6 dicembre 2024.
110. ↑   Matt Novak, Bitter Americans React to UnitedHealthcare CEO's Murder: 'My Empathy Is Out of Network', in Gizmodo, 4 dicembre 2024. URL consultato il 5 dicembre 2024.
111. ↑   Mikael Thalen, Grim memes highlight bleak state of insurance in wake of UnitedHealth CEO shooting, in The Daily Dot, 4 dicembre 2024. URL consultato il 5 dicembre 2024 (archiviato dall'url originale il 5 dicembre 2024).
112. ↑   Jordan Valinsky, 1-star McDonald's reviews and sympathetic merch: Companies try to stop online support for CEO killer suspect, su CNN, 10 dicembre 2024. URL consultato il 17 dicembre 2024 (archiviato dall'url originale il 12 dicembre 2024).
113. ↑   Selena Simmons-Duffin, After a shocking shooting, Americans vent feelings about health insurance, su NPR, 6 dicembre 2024. URL consultato il 17 gennaio 2025.
114. ↑   Selena Simmons-Duffin, UHC murder suspect railed about U.S. health care. Here's what he missed, su NPR, 12 dicembre 2024. URL consultato il 17 gennaio 2025.
115. ↑   Dionne Searcey e Madison Malone Kircher, Torrent of Hate for Health Insurance Industry Follows C.E.O.'s Killing, in The New York Times, 5 dicembre 2024. URL consultato il 7 dicembre 2024 (archiviato dall'url originale il 6 dicembre 2024).
116. 1 2 3   Jessica Glenza, Brian Thompson's killing sparks outrage over state of US healthcare, in The Guardian, 5 dicembre 2024. URL consultato il 6 dicembre 2024.
117. 1 2 3   Ken Dilanian, Insurance executive's murder sparks online praise and hate, in NBC News, 5 dicembre 2024. URL consultato il 6 dicembre 2024 (archiviato dall'url originale il 6 dicembre 2024).
118. ↑   Sean Craig, Moderators Delete Reddit Thread as Doctors Torch Dead UnitedHealthcare CEO, in The Daily Beast, 5 dicembre 2024. URL consultato il 7 dicembre 2024 (archiviato dall'url originale il 7 dicembre 2024).
119. ↑   Clare Duffy e Tami Luhby, Killing of UnitedHealthcare CEO prompts flurry of stories on social media over denied insurance claims, su CNN, 6 dicembre 2024. URL consultato il 16 dicembre 2024 (archiviato dall'url originale il 6 dicembre 2024).
120. ↑   Ed Butts, Luigi Mangione is one of many accused criminals who became seen as a folk hero, in The Globe and Mail, 17 dicembre 2024. URL consultato il 30 dicembre 2024.
121. ↑   Elliott Gorn, Why the CEO Shooter Makes the Perfect American Folk Hero, Dec 18, 2024. URL consultato il 18 dicembre 2024 (archiviato dall'url originale il 19 dicembre 2024).
122. ↑  (EN) Samantha Edwards, The UnitedHealthcare CEO's killing united the internet with an eerie anti-capitalist catharsis, in The Globe and Mail, 6 dicembre 2024. URL consultato il 17 dicembre 2024 (archiviato dall'url originale l'8 dicembre 2024).
123. ↑   Hurubie Meko, Some on Social Media See Suspect in C.E.O. Killing as a Folk Hero, su The New York Times, 7 dicembre 2024. URL consultato il 17 dicembre 2024 (archiviato dall'url originale il 7 dicembre 2024).
124. ↑  (EN) Sabrina Castro, Hundreds gather at UF for Luigi Mangione lookalike contest amid murder case, su The Independent Florida Alligator, 13 dicembre 2024. URL consultato il 17 dicembre 2024 (archiviato dall'url originale il 17 dicembre 2024).
125. ↑   Erik Ortiz e Aria Bendix, 'Wanted' CEO posters and other threats emerge after Mangione arrest, su nbcnews.com, NBC News, 12 dicembre 2024. URL consultato il 19 dicembre 2024 (archiviato dall'url originale il 19 dicembre 2024).
126. ↑   In love with a killer: How the internet became obsessed with Luigi Mangione, su El Pais, 12 dicembre 2024. URL consultato il 6 gennaio 2025.
127. ↑  (EN) Caleb Brennan, What Luigi Mangione and Daniel Penny Are Telling Us About America, in The Nation, 13 dicembre 2024, ISSN 0027-8378 (WC · ACNP). URL consultato l'8 gennaio 2025 (archiviato dall'url originale il 1º gennaio 2025).
128. ↑   The Gilded Age Returns, Complete With Propaganda of the Deed, in The New Hampshire Gazette, 27 dicembre 2024. URL consultato il 27 gennaio 2025.
129. ↑   Ray Sanchez e John Miller, How suspect on the run in CEO's killing was recognized at a Pennsylvania McDonald's, hash brown in hand, and finally captured, in CNN, 11 dicembre 2024. URL consultato l'11 dicembre 2024 (archiviato dall'url originale l'11 dicembre 2024).
130. ↑   Andy Newman, Michael Wilson e Nicholas Bogel-Burroughsn, Suspect in Health Care C.E.O.'s Killing Charged With Murder, in The New York Times, 9 dicembre 2024. URL consultato il 12 dicembre 2024 (archiviato dall'url originale l'11 dicembre 2024).
131. ↑   Jason Lalljee, Altoona McDonald's review-bombed following police tip about UnitedHealthcare CEO shooting suspect, in Axios, 10 dicembre 2024. URL consultato il 10 dicembre 2024.
132. ↑   Luigi Mangione caught at McDonald's: The $60,000 question — Who's getting rewarded for catching suspect, and when?, su Times of India, 10 dicembre 2024. URL consultato l'11 dicembre 2024 (archiviato dall'url originale l'11 dicembre 2024).
133. ↑   Luigi Mangione supporters gather outside Pa. courthouse: ‘Murder for profit is terrorism’, su PennLive. URL consultato il 7 gennaio 2025.
134. ↑   'Catalyst': Luigi Mangione's supporters brave 11-degree arctic blast to air healthcare grievances, su abcnews.go.com, ABC News. URL consultato il 7 gennaio 2025.
135. ↑   UnitedHealthcare CEO Killer Suspect Luigi Mangione Pleads Not Guilty, su Newsweek. URL consultato il 7 gennaio 2025.
136. ↑   Rhianna Schmunk, 3 reasons behind the unsettling glorification of Luigi Mangione, su CBC, 15 dicembre 2024. URL consultato il 27 dicembre 2024.
137. ↑   Michaela Bramwell, People Are Sharing Pictures Of 'Deny, Defend, Depose' Signs And Graffiti They've Seen In Public, And It's Shocking, in BuzzFeed News, 16 dicembre 2024. URL consultato il 31 dicembre 2024. Ospitato su Yahoo News.
138. ↑   Alexander Reid Ross, Lost in the Luigi Mangione Fun House, su New Lines Magazine, 18 dicembre 2024.
139. ↑   'Free Luigi Mangione' billboard in California, su FOX 11 Los Angeles, 13 dicembre 2024. URL consultato il 1º gennaio 2025.
140. ↑   David Moye, UnitedHealthcare's Facebook Post About Slain CEO Flooded With 'Haha' Reactions, in HuffPost, 6 dicembre 2024. URL consultato il 7 dicembre 2024 (archiviato dall'url originale il 7 dicembre 2024).
141. ↑   UnitedHealth Group, su Facebook.com. URL consultato il 16 dicembre 2024 (archiviato dall'url originale il 16 dicembre 2024).
142. ↑   Evan Roberson, The Alleged UnitedHealthcare Shooter Has Merch. A Lot of Merch., su VICE, 10 dicembre 2024. URL consultato l'11 dicembre 2024.
143. ↑   Stacey Ritzen, GoFundMe, Etsy Crack Down on Support of Luigi Mangione, Accused of Killing Healthcare CEO, in Mens' Journal, 10 dicembre 2024. URL consultato l'11 dicembre 2024 (archiviato dall'url originale l'11 dicembre 2024).
144. ↑  (EN) David Gilbert, Luigi Mangione Is Everywhere, in Wired. URL consultato il 1º aprile 2025.
145. ↑   Holly Honderich e Mike Wendling, The dark fandom behind CEO murder suspect Luigi Mangione, su BBC News, 13 dicembre 2024. URL consultato il 17 dicembre 2024 (archiviato dall'url originale il 17 dicembre 2024).
146. ↑   Praise for UnitedHealthcare CEO Assassination Goes Viral, su networkcontagion.us, Network Contagion Research Institute, 5 dicembre 2024. URL consultato il 6 novembre 2024 (archiviato dall'url originale il 7 dicembre 2024).
147. ↑   Janhvi Bhojwani e Ben Goggin, As GoFundMe pulls Luigi Mangione fundraisers, another platform is featuring one on its front page, su NBC News, 13 dicembre 2024. URL consultato il 13 dicembre 2024 (archiviato dall'url originale il 14 dicembre 2024).
148. ↑   Jenna Sundel, Why Luigi Mangione May Not Get $45,000 Donated to His Legal Defense, su Newsweek, 12 dicembre 2024. URL consultato il 12 dicembre 2024 (archiviato dall'url originale il 13 dicembre 2024).
149. ↑   William Vaillancourt, Fans of Luigi Mangione Raise Tens of Thousands for His Defense, in The Daily Beast, The Daily Beast Company LLC, 10 dicembre 2024. URL consultato l'11 dicembre 2024 (archiviato dall'url originale l'11 dicembre 2024).
150. ↑   Bill Hutchinson, Defense fund established by supporters of suspected CEO killer Luigi Mangione tops $100K, su ABC News, 15 dicembre 2024. URL consultato il 17 dicembre 2024 (archiviato dall'url originale il 16 dicembre 2024).
151. ↑   Jenna Sundel, Luigi Mangione Fundraiser Breaks a New Donation Record, in Newsweek, 12 marzo 2025.
152. ↑  (EN) M. B. Mack, Anonymous Donor's $30K Gift to Luigi Mangione's Legal Fund Stating 'Due Process Is Lacking' Leaves Users in Shock, su Latin Times, 24 febbraio 2025.
153. ↑  (EN) Luigi Mangione fundraiser hits new milestone, su Newsweek, 20 febbraio 2025.
154. ↑   Lorena O'Neil, LUIGI MANGIONE MAKES FIRST PUBLIC STATEMENT, LAUNCHES WEBSITE, su Rolling Stone, 14 febbraio 2025. URL consultato il 15 febbraio 2025.
155. ↑  (EN) Luigi Mangione shares first public message since arrest after CEO killing, su The Independent, 15 febbraio 2025.
156. ↑   Isabel Keane, UnitedHealth CEO says insurer will continue to prevent 'unnecessary care' in leaked video, su nypost.com, 9 dicembre 2024. URL consultato il 10 dicembre 2024 (archiviato dall'url originale il 9 dicembre 2024).
157. ↑   UnitedHealth Group CEO reacts to 'celebration' after Brian Thompson killing: 'Highly disrespectful', in The Times of India, 7 dicembre 2024, ISSN 0971-8257 (WC · ACNP). URL consultato il 9 dicembre 2024 (archiviato dall'url originale l'8 dicembre 2024).
158. ↑  (EN) Alena Botros, UnitedHealth hired a defamation law firm to go after social media posts criticizing the company, su Fortune.
159. ↑   Amina Niasse e Manas Mishra, Healthcare industry rethinks risk after murder of UnitedHealth exec, Reuters, 5 dicembre 2024. URL consultato il 7 dicembre 2024.
160. ↑   Samantha Cole, Major Health Insurance Companies Take Down Leadership Pages Following Murder of United Healthcare CEO, in 404 Media, 5 dicembre 2024. URL consultato il 6 dicembre 2024 (archiviato dall'url originale il 6 dicembre 2024).
161. ↑   Annalisa Merelli, Centene cancels in-person investor's day event in wake of UnitedHealthcare CEO killing, in Stat News, 6 dicembre 2024. URL consultato l'11 dicembre 2024 (archiviato dall'url originale il 6 dicembre 2024).
162. ↑   Emma Goldberg, The 'Chilling' Fatal Shooting of a C.E.O. Has Business Leaders on Edge, in The New York Times, 6 dicembre 2024. URL consultato il 6 dicembre 2024 (archiviato dall'url originale il 6 dicembre 2024).
163. ↑   Oliver Barnes, UnitedHealth shooting stokes mourning and glee on social media, in Financial Times, 6 dicembre 2024. URL consultato il 6 dicembre 2024 (archiviato dall'url originale il 7 dicembre 2024).
164. ↑  (EN) Matt Lavietes, UnitedHealthcare sued by shareholders over reaction to CEO's killing, su CNBC, 8 maggio 2025. URL consultato il 19 maggio 2025.
165. ↑   UnitedHealth under criminal probe for possible Medicare fraud, WSJ reports, su reuters.com.
166. ↑  (EN) Christopher Snowbeck, UnitedHealth Group lost half its value in 6 months. What the CEO shakeup may mean for its future., su www.startribune.com, 14 maggio 2025. URL consultato il 19 maggio 2025.
167. ↑  (EN) Haven Orecchio-Egresitz, Laura Italiano, DA says 40 UnitedHealthcare execs got bodyguards, and one dyed her hair after Luigi Mangione killed CEO Brian Thompson, su Business Insider. URL consultato il 6 giugno 2025.
168. ↑   Phil Helsel, Minnesota Gov. Walz, Sen. Klobuchar call killing of CEO tragic and horrifying, NBC News, 4 dicembre 2024. URL consultato il 5 dicembre 2024 (archiviato dall'url originale il 5 dicembre 2024).
169. ↑   Cole Premo, Gov. Tim Walz, other Minnesota leaders respond after UnitedHealthcare CEO fatally shot in NYC, WCCO-TV, 4 dicembre 2024. URL consultato il 5 dicembre 2024 (archiviato dall'url originale il 5 dicembre 2024).
170. ↑   Sam Woodward, Pennsylvania governor: Reactions to slain UHC CEO are 'deeply disturbing.', su USA TODAY, 10 dicembre 2024. URL consultato il 17 dicembre 2024 (archiviato dall'url originale il 14 dicembre 2024).
171. ↑   Michael R. Sisak, Mangione's family releases statement following his arrest, su Associated Press, 9 dicembre 2024. URL consultato il 10 dicembre 2024 (archiviato dall'url originale il 9 dicembre 2024).
172. ↑   Joey Garrison, White House condemns violence targeting 'corporate greed' after Luigi Mangione arrest, su usatoday.com, USA Today, 10 dicembre 2024. URL consultato il 22 dicembre 2024 (archiviato dall'url originale il 20 dicembre 2024).
173. ↑   Kaia Hubbard, DHS secretary calls social media rhetoric following UnitedHealthcare CEO killing 'extraordinarily alarming', su CBS News, 22 dicembre 2024. URL consultato il 23 dicembre 2024.
174. ↑   Gareth Evans, Heroism attributed to CEO murder suspect is alarming - Mayorkas, su BBC News, 22 dicembre 2024. URL consultato il 23 dicembre 2024.
175. ↑   Bryan Metzger, Trump says it's 'terrible' that some people are valorizing Luigi Mangione: 'That's a sickness, actually', su Business Insider, 16 dicembre 2024. URL consultato il 22 dicembre 2024 (archiviato dall'url originale il 19 dicembre 2024).
176. ↑  https://floridapolitics.com/archives/719300-rick-scott-luigi-mangione/
177. ↑  https://insurancenewsnet.com/oarticle/rick-scott-says-luigi-mangione-should-be-executed
178. ↑   Kate Walter, Rep. Ro Khanna: US should be moving toward Medicare for all to cure inequities, su abcnews.go.com, ABC News, 8 dicembre 2024. URL consultato l'8 dicembre 2024 (archiviato dall'url originale il 9 dicembre 2024).
179. ↑   Igor Bobic, 'This Is A Warning': Warren, Sanders Address Sympathy For UnitedHealthcare CEO Killing, in huffpost.com, 11 dicembre 2024. URL consultato l'11 dicembre 2024 (archiviato dall'url originale l'11 dicembre 2024).
180. ↑   Juliann Ventura, Alexandria Ocasio Cortez: People experience denied claims as 'act of violence', in The Hill, 12 dicembre 2024. URL consultato il 13 dicembre 2024 (archiviato dall'url originale il 13 dicembre 2024).
181. ↑  (EN) Bernie Sanders: A Mass Movement Can Beat Health CEO Greed, su jacobin.com. URL consultato il 1º aprile 2025.
182. ↑   Lauren Irwin, Sanders defends Warren comments on 'outrageous' UnitedHealthcare CEO killing, su The Hill, 16 dicembre 2024. URL consultato il 25 dicembre 2024.
183. ↑   Tommy Christopher, Bernie Sanders Defends Elizabeth Warren Over CEO Murder Gaffe: She 'Understands' Killing Was 'Totally Unacceptable — But...', su Mediaite, 16 dicembre 2024. URL consultato il 25 dicembre 2024.
184. 1 2   Nathaniel Weixel, Will anger at health insurers spur action? Democrats pessimistic, su The Hill, 15 dicembre 2024. URL consultato il 25 dicembre 2024.
185. 1 2   Zeynep Tufekci, The Rage and Glee That Followed a C.E.O.'s Killing Should Ring All Alarms, in The New York Times, 6 dicembre 2024. URL consultato il 9 dicembre 2024 (archiviato dall'url originale il 9 dicembre 2024).
186. ↑   Filip Timotija, 41 percent of young voters find killing of UnitedHealthcare CEO acceptable, su The Hill, 17 dicembre 2024. URL consultato il 1º gennaio 2025.
187. ↑   Natalie Daher, 41% of young voters say UnitedHealthcare CEO killing 'acceptable': Poll, su Axios, 17 dicembre 2024. URL consultato il 18 dicembre 2024.
188. ↑   Linley Sanders, Tom Murphy e Amelia Thomson-DeVeaux, Most Americans blame insurance profits and denials alongside the killer in UHC CEO death, poll finds, in Associated Press, 27 dicembre 2024.
189. ↑   April Rubin, Most Americans think insurance industry bears some blame for CEO killing, su Axios, 27 dicembre 2024. URL consultato il 1º gennaio 2025.
190. ↑   Kathy Frankovic e David Montgomery, Presidential pardons, billionaires, and Luigi Mangione: December 15-17, 2024 Economist/YouGov Poll, su YouGov, 18 dicembre 2024. URL consultato il 18 dicembre 2024 (archiviato dall'url originale il 19 dicembre 2024).
191. ↑   Survey, Only 10% Consider Man Who Murdered United Healthcare CEO a Hero, su Napolitan News Service, 13 dicembre 2024. URL consultato il 14 dicembre 2024 (archiviato dall'url originale il 13 dicembre 2024).
192. ↑   Brendan Rascius, How do Americans feel about Luigi Mangione? Poll finds generational and gender divide, su Miami Herald, 13 dicembre 2024. URL consultato il 15 dicembre 2024.
193. ↑   Michelle Del Rey, Poll: Young Americans favor Luigi Mangione over UnitedHealthcare CEO Brian Thompson, su The Independent, 14 dicembre 2024. URL consultato il 16 dicembre 2024 (archiviato dall'url originale il 16 dicembre 2024).
194. ↑   Jordan Buchman, In First Poll Released Since Killing, Young Americans Favor Luigi Mangione over UnitedHealthcare & Slain CEO Brian Thompson, su Center for Strategic Politics, 13 dicembre 2024. URL consultato il 16 dicembre 2024 (archiviato dall'url originale il 14 dicembre 2024).
195. ↑   Derek Staahl, 1 in 4 Americans sympathize with Luigi Mangione; AI poll reveals why, su Arizona Family, 20 dicembre 2024. URL consultato il 23 dicembre 2024 (archiviato dall'url originale il 23 dicembre 2024).
196. ↑   Erica Pandey, Exclusive: College students sympathize more with CEO shooting suspect than victim, su Axios, 9 gennaio 2025. URL consultato il 9 gennaio 2025.
197. ↑   Throw the book at UnitedHealthcare CEO murderer, voters say in exclusive poll, su USA Today, 16 gennaio 2025. URL consultato il 18 gennaio 2025.
198. ↑   Ken Klippenstein, Exclusive: Luigi's Manifesto: Read the manifesto the media refused to publish, su kenklippenstein.com, 10 dicembre 2024.
199. ↑   'It Had to Be Done': Luigi Mangione Manifesto Revealed, su Common Dreams, 10 dicembre 2024. URL consultato il 4 gennaio 2025.
200. ↑   Madison Montag, Independent journalist releases copy of Luigi Mangione’s manifesto, su pennlive, 11 dicembre 2024. URL consultato il 6 gennaio 2025.
201. ↑   Ken Klippenstein, NY Times Doesn't Want You to See Shooter's Face, su Kenklippenstein.com, 11 dicembre 2024. URL consultato il 15 dicembre 2024.
202. ↑   Liza Featherstone, America Will Be Obsessed With Luigi Mangione for a Long Time, su jacobin. URL consultato il 17 gennaio 2025.
203. ↑   Isa Farfan, NYT Reportedly Sought to "Dial Back" Luigi Mangione Photos, su Hyperallergic, 18 dicembre 2024. URL consultato il 31 dicembre 2024.
204. ↑   Karissa Bell, Reddit is removing links to Luigi Mangione's manifesto, su Engadget, 12 dicembre 2024. URL consultato il 15 dicembre 2024 (archiviato dall'url originale il 13 dicembre 2024).
205. ↑   Mia Sato, A Reddit moderation tool is flagging ‘Luigi’ as potentially violent content, su The Verge, 7 marzo 2025.
206. ↑   Nitish Pahwa, Reddit Is Restricting Luigi Mangione Discourse—but It’s Even Weirder Than That, su Slate, 13 marzo 2025. URL consultato il 14 marzo 2025.
207. ↑   Katie Notopoulos, Pro-Luigi Mangione content is filling up social platforms — and it's a challenge to moderate it, su Business Insider, 4 gennaio 2025.
208. ↑   Global: Potential for further attacks on business leaders, su dragonflyintelligence.com, DragonFly, 17 dicembre 2024. URL consultato il 28 dicembre 2024.
209. ↑   27 Dec. 2024 SNCTC Homeland Security Advisory re Widespread Support for Luigi Manigone, su Property of the People, 19 gennaio 2025. URL consultato il 20 gennaio 2025.
210. ↑  (EN) Ken Klippenstein, Government Monitoring Those With "Negative" Views of Health Insurance Companies, su kenklippenstein.com. URL consultato il 12 febbraio 2025.
211. ↑   Griffin Eckstein, 'Delay, deny, depose': Florida woman arrested for echoing UHC shooter in claim call, in Salon.com, 12 dicembre 2024. URL consultato il 15 dicembre 2024.
212. ↑   Pocharapon Neammanee, Woman Arrested After Saying 'Delay, Deny, Depose' On Call With Insurance Company, in HuffPost, 12 dicembre 2024. URL consultato il 13 dicembre 2024 (archiviato dall'url originale il 13 dicembre 2024).
213. ↑   Sierra Rains, Lakeland woman threatens insurance company, says 'Delay, Deny, Depose': police, in WFLA-TV, 12 dicembre 2024. URL consultato il 15 dicembre 2024 (archiviato dall'url originale il 12 dicembre 2024).
214. ↑   Ann Faguy, Woman charged with threatening healthcare firm by using CEO killer's words, in BBC News, 13 dicembre 2024. URL consultato il 15 dicembre 2024.
215. ↑  (EN) David Harris, Woman accused of using infamous phrase, threatening health insurance company has charge dropped, su Law & Crime, 23 febbraio 2025.
216. ↑   Anna Kaufman, 'SNL' leans into jokes after UnitedHealthcare CEO killing: 'The guy just bicycled away', su USA Today, 9 dicembre 2024. URL consultato il 23 dicembre 2024 (archiviato dall'url originale il 17 dicembre 2024).
217. ↑   Charlotte Phillipp, Viewers React to Controversial 'SNL' Weekend Update Jokes About UnitedHealthcare CEO Assassination, su People.com, 8 dicembre 2024. URL consultato il 23 dicembre 2024 (archiviato dall'url originale il 21 dicembre 2024).
218. 1 2   Jason P. Frank, Four Luigi Mangione Documentaries Are in the Works (So Far), su Vulture, 18 dicembre 2024. URL consultato il 1º gennaio 2025.
219. ↑   Meredith Jacobs, 'Law & Order': What Did You Think of Verdict in Luigi Mangione-Inspired Episode?, su TV Insider, 20 marzo 2025. URL consultato il 21 marzo 2025.
220. ↑  (EN) Joseph Hudak, Jesse Welles Eviscerates UnitedHealthcare in New Protest Song, su Rolling Stone, 12 dicembre 2024. URL consultato il 16 aprile 2025.